# Wereldkampioenschap wegrace 1987
Het wereldkampioenschap wegrace seizoen 1987 was het 39e in de geschiedenis van het door de FIM georganiseerde wereldkampioenschap wegrace.

## Algemeen

### FIM
- Tijdens het najaarscongres van de FIM in 1986 was besloten de duwstart te vervangen door een koppelingsstart. De coureurs hadden hier al langer op aangedrongen, maar het startongeval bij de 250cc-race van de Spaanse GP van 1986 gaf de doorslag.
- Dit was ook het laatste seizoen voor de 125cc-tweecilinders. Honda en MBA brachten in dit seizoen al enkele 125cc-eencilinders aan de start als voorbereiding op het volgende seizoen.
- Tijdens de GP van San Marino kwamen de privérijders tot de oprichting van de International Private Drivers Association (IPDA) als tegenhanger van de International Road Racing Teams Association (IRTA). De IRTA was er ooit gekomen als vervanger van de  Grand Prix Riders Association (GPRA). De GPRA was in de jaren zeventig ontstaan uit onvrede met de toestanden in de rennerskwartieren en de lage start- en prijzengelden, waar vooral privérijders door getroffen werden. De IRTA volgde de GPRA op, maar vertegenwoordigde vooral fabrieksteams bij de FIM. Daar werden de privérijders nu opnieuw slachtoffer van, want ze kregen vaak slechtere plaatsen in het rennerskwartier. Het probleem van de IPDA was dat haar leden regelmatig wisselden. Een privérijder kon immers toetreden tot een fabrieksteam.
- Hoewel de situatie in de rennerskwartieren en op de circuits in de afgelopen jaren al steeds beter waren geworden, werden de coureurs in dit seizoen enkele malen aangenaam verrast. De Suzuka International Racing Course was helemaal vernieuwd, een visitekaartje van eigenaar Honda Motor co. Ook Donington Park stond voor het eerst op de kalender en daar had men er alles aan gedaan om Silverstone te overtreffen, tot tevredenheid van rijders, publiek en vertegenwoordigers van de pers. Een andere positieve verrassing was het nieuwe Automotodrom Brno, een heel nieuw circuit met zelfs een klein permanent ziekenhuisje. Het Autodromo Santa Monica in Misano was ook verbeterd, met een geheel verhard rennerskwartier, nieuwe sanitaire voorzieningen en plannen voor verdere verbeteringen in 1988. Toch viel het op sommige plaatsen nog bitter tegen, zoals op Monza (veel vreemd volk in het rennerskwartier, races op zaterdag en zondag en een verouderd circuit), op de Scandinavian Raceway (verouderd, slecht onderhouden circuit, volk in het rennerskwartier, slechte sanitaire voorzieningen), Jarama (gebrek aan elektriciteit en water, smerige sanitaire voorzieningen, brandende strobalen en vuurwerk) en Buenos Aires (ongeschikt circuit, incompetente organisatie).

### Merken/Teams
- Aprilia werd vooral in de tweede helft van het seizoen een sterke tegenstander in de 250cc-klasse, toen de machine betrouwbaarder werd. Het had echter slechts één fabriekscoureur: Loris Reggiani, die het seizoen als zesde afsloot.
- Cagiva kreeg tegen het einde van het seizoen te maken met een sponsorprobleem. De Cagiva V 587 500cc-racers reden met sponsoring van de Belgische tabaksfabrikant Bastos, feitelijk de persoonlijke sponsor van de Belg Didier de Radiguès, terwijl het Parijs-Dakar-team werd gesteund door Lucky Strike. Dat, én het feit dat Cagiva een Cagiva Elefant 750 onder de naam "Lucky Explorer" uitbracht, zou zeker problemen geven voor het seizoen 1988, temeer omdat met een andere eerste rijder vond: Randy Mamola. Daarmee zou men Bastos verliezen, terwijl Lucky Strike al hoofdsponsor van het Yamaha-team van Kenny Roberts was.
- Derbi was onder leiding van manager Ángel Nieto en met steun van sigarettenfabrikant Ducados te sterk voor de concurrentie in de 80cc-klasse. De sterkste tegenstander was Krauser, dat sponsoring miste. Dat werd vooral een probleem tegen het einde van het seizoen, toen Derbi wilde opklimmen naar de 125cc-klasse, maar Krauser de financiën miste om daarvoor een machine te ontwikkelen.
- Garelli was ongenaakbaar in de 125cc-klasse, met name Fausto Gresini, die de eerste tien races won maar in de laatste ten val kwam. Teamgenoot Bruno Casanova eindigde als tweede in het wereldkampioenschap.
- Honda presenteerde tijdens de GP van San Marino haar nieuwe productieracers: de Honda RS 125 R en de Honda RS 250 R. Vooral van de RS 125 R had men hooggespannen verwachtingen, want alle 125cc-privérijders moesten een nieuwe machine kopen omdat deze klasse vanaf het seizoen 1988 alleen bestemd was voor eencilinders. Behalve Hurbert Abold en Ezio Gianola, die al voor Honda getest hadden, beschikte niemand over een 125cc-eencilinder. Geïnteresseerden hadden slechts anderhalve maand om te beslissen: de bestellingen moesten 15 oktober binnen zijn. De RS 125 R kostte (omgerekend) 6.100 Euro en de RS 250 R kostte (omgerekend) 12.700 Euro. In het wereldkampioenschap deed Honda het goed met de eerste vijf plaatsen in de 250cc-klasse en de eerste plaats in de 500cc-klasse. Dat laatste was echter ook wat zorgelijk: Wayne Gardner was ongenaakbaar met zijn Honda, maar het merk had geen goede tweede rijder.
- HuVo-Casal, in het seizoen 1986 nog vierde in de 80cc-klasse, kon in dit seizoen geen vuist meer maken, onder meer door een langdurige blessure van Hans Spaan, die aan het einde van het seizoen bekendmaakte over te stappen naar de 125cc-klasse.
- MBA had in dit seizoen geen officieel fabrieksteam, maar Paolo Pileri kocht de racers uit 1986 en daarmee werden Paolo Casoli en Domenico Brigaglia derde en vierde. MBA ontwikkelde samen met Hans Spaan en Ian McConnachie ook al eencilinder racers voor het volgende seizoen, maar een directiewisseling maakte daar halverwege het seizoen een einde aan.
- Suzuki bracht de nieuwe RGV 500 uit, waarmee Takumi Ito in de openingsrace zelfs derde werd. Toch was de machine nog niet af, vooral veel te zwaar. Kenny Irons zette de machine in namens Heron-Suzuki en Kevin Schwantz rechtstreeks in dienst van de fabriek, maar lang voor het einde van het seizoen stopte Suzuki om de machine te verbeteren voor het seizoen 1988.
- Yamaha moest erkennen dat haar 250cc-racers niet konden opboksen tegen de overmacht van Honda NSR 250-rijders. In de 500cc-klasse bezetten Randy Mamola en Eddie Lawson de tweede en de derde plaats. Een probleem voor Yamaha was dat het drie concurrerende fabrieksteams had die elkaar punten afsnoepten.

### Coureurs
- August Auinger was met zijn Bartol-MBA de grootste tegenstander van de Garelli-rijders, tot hij tussen de TT van Assen en de Franse Grand Prix deelnam aan de Internationale Rundstreckenrennen op de Salzburgring. Daar kwam hij ten val waarbij hij een rugblessure opliep die hem een groot deel van het seizoen kostte.
- Toen Jacques Cornu naar de GP van Zweden ging, stond hij op de vierde plaats van het 250cc-wereldkampioenschap. Hij brak daar echter een heup, waardoor zijn seizoen voorbij was. Parisienne gaf zijn fabrieks-Honda NSR 250 aan teamgenoot Urs Lüzi, die tot dat moment met een productie-Honda RS 250 had gereden. Cornu zakte uiteindelijk naar de negende plaats in het kampioenschap, maar Lüzi scoorde alleen in de GP van Tsjecho-Slowakije punten
- Ron Haslam kon het seizoen niet aanvangen met de nieuwe, experimentele ELF 4, maar hij had de beschikking over een fabrieks-Honda NSR 500 waarmee hij in het begin van het seizoen goed scoorde. Vanaf de GP van Tsjecho-Slowakije reed hij wél met de ELF 4, waar hij in de rest van het seizoen nog slechts 3 punten mee scoorde. Toch was hij uiteindelijk na Wayne Gardner de beste Honda-coureur in de eindstand.
- Yamaha was erg gecharmeerd van de Australiër Kevin Magee, die al in de eerste GP een fabrieks-Yamaha YZR 500 kreeg. Magee had echter nog andere verplichtingen en kwam slechts af en toe aan de start in het WK. Daarvoor stond Kenny Roberts dan een machine af, die echter niet in de Lucky Strike-kleuren gespoten werd, maar in de Yamaha-fabriekskleuren. Roberts had ook een contract met Mike Baldwin, die bijna het hele seizoen geblesseerd was en werd vervangen door Richard Scott.
- De Nieuw-Zeelander Richard Scott kwam naar Europa als privérijder met een driecilinder Honda RS 500. In zijn eerste race werd hij al tiende. Toen hij in de GP van Duitsland ook nog dertiende werd en Mike Baldwin zijn rugwervels blesseerde trok Kenny Roberts hem aan als vervanger op de Lucky Strike-Yamaha. Daarmee was Scott echter niet succesvol en toen Baldwin tijdens de GP van Portugal terugkeerde kwam Scott in de laatste races niet meer aan de start.
- Masahiro Shimizu debuteerde met een poleposition en een vierde plaats in de 250cc-GP van Japan, maar als testrijder van Honda Racing Corporation kende hij die baan heel goed. Zijn collega Masaru Kobayashi won die race en Masumitsu Taguchi werd negende. Toen Shimizu echter Japans 250cc-kampioen werd mocht hij als beloning de laatste twee GP's rijden. In de GP van Brazilië werd hij slechts negende, maar in de GP van Argentinië werd hij derde.
- Freddie Spencer zag het seizoen 1986 verloren gaan door een peesschedeontsteking. Sponsor Rothmans zag van zijn diensten af, maar Honda Racing Corporation hield vertrouwen in hem en zorgde dat er bij de meeste GP's twee Honda NSR 500's met monteurs klaar stonden. In de GP van Japan startte hij echter niet omdat nog te veel last had van een blessure opgelopen tijdens de Daytona 200. Daardoor miste hij ook de GP van Spanje. Tijdens de GP van Duitsland raakte een knie gekwetst door een gebroken kniebeschermer, waardoor ook de GP des Nations en de GP van Oostenrijk verloren gingen. Tijdens de GP van Joegoslavië brak hij een sleutelbeen. Hierdoor startte hij niet in de TT van Assen en de GP van Frankrijk. Spencer startte vervolgens in de Britse Grand Prix, maar viel uit door een blokkerende achterrem. Pas in de GP van Zweden scoorde hij zijn eerste punten toen hij zevende werd. In de GP van Tsjecho-Slowakije verloor hij een contactlens. In de GP van San Marino viel Spencer waarbij hij - naar later bleek - een hersenschudding opliep. Daardoor ontstonden steeds weer problemen met zijn ogen en daardoor ook contactlenzen waardoor hij niet meer aan rijden toekwam.

#### Gestopt
- Theo Timmer beëindigde zijn WK-carrière op 13 september met een 16e plaats in de 80cc-GP van Portugal.

#### Overleden
- In Augustus verongelukte de Duitse coureur Klaus Klein tijdens de Formule I-motorrace op het Noord-Ierse Dundrod Circuit.

### Races
De Grand Prix van België werd van de kalender geschrapt omdat het circuit niet aan de homologatie-eisen voldeed. Het had weliswaar een tijdelijke homologatie tot en met 1989, maar daarvoor moest het circuit op een drietal plaatsen aangepast worden. Dat lukte niet omdat onteigeningsprocedures gevoerd moesten worden en omdat de Formule 1 het niet eens was met sommige wijzigingen.
Japan, Suzuka
De laatste keer dat het WK in Japan werd verreden was tijdens de GP van 1967, die werd gewonnen door Mitsuo Itō (50 cc), Hugh Anderson (125 cc), Ralph Bryans (250 cc) en Mike Hailwood (350 cc). Dat was nog op de Fuji Speedway, maar nu racete men op de vernieuwde Suzuka International Racing Course, waar alleen de 250- en de 500cc-klasse aan de start kwamen. De organisatie gaf aan dat men de 125cc-klasse niet kon faciliteren omdat er niet genoeg hotelkamers in de omgeving beschikbaar waren. Zowel Honda als Yamaha wilden tijdens hun thuis-Grand Prix geen gezichtsverlies lijden en dat resulteerde in een enorm aantal Japanse wildcardrijders met fabrieksmateriaal. Er startten niet minder dan 20 fabrieksrijders in de 250cc-klasse en 23 fabrieksrijders in de 500cc-klasse. Op de trainingsdagen was het droog, maar op de racedag regende het. Daarom kregen de coureurs een korte extra training om met regenbanden te oefenen.
Spanje, Jerez
In de Spaanse Grand Prix startten alle klassen. Dat betekende de seizoensopening voor de 80cc-, de 125cc- en de zijspanklasse. De verhuizing van het Circuito Permanente del Jarama naar het Circuito Permanente de Jerez beviel de 500cc-rijders slechts matig. Het circuit was gebouwd voor autoraces en de 500cc-machines konden hun hoge snelheden eigenlijk niet bereiken. Dat bleek ook uit de rondetijden in de training. Als alle trainingstijden naast elkaar zouden worden gezet, waren Rolf Biland en Kurt Waltisperg met hun LCR-Krauser-zijspancombinatie vijfde geworden. De Yamaha YZR 250-rijders Luca Cadalora en Martin Wimmer zouden op de achtste en de negende plaats hebben gestaan, allemaal nog vóór Shunji Yatsushiro, Christian Sarron, Randy Mamola en Pierfrancesco Chili. In Spanje debuteerde Àlex Crivillé, die door Derbi was ingehuurd voor het Europees kampioenschap, maar die af en toe ook in het wereldkampioenschap mocht rijden. Na de kou en de nattigheid in Japan was het in Spanje juist erg warm.
Duitsland, Hockenheim
Voor het eerst sinds 8 juni 1986 leek Freddie Spencer fit genoeg om een volledige Grand Prix te rijden. Honda Racing Corporation had al het hele seizoen speciaal voor hem twee Honda NSR 500's klaar staan. Het mocht echter niet zo zijn. Al tijdens de donderdagtraining raakte Spencer met zijn knie een curbstone, waarbij een kniebeschermer stuk ging. Een deel ervan boorde zich in zijn knie en Spencer moest zich in het ziekenhuis laten behandelen. Zijn knie werd in het gips gezet omdat ook de kniebanden beschadigd waren. Op de donderdag en de vrijdag regende het vooral, waardoor de coureurs op de droge zaterdag hun kans schoon zagen om een goede kwalificatietijd te zetten. Dat verging een aantal slecht: 250cc-kampioenschapsleider Martin Wimmer viel in de Sachskurve en liep een dubbele beenbreuk en twee gebroken vingers op. Manfred Herweh werd door een val uitgeschakeld en Reinhold Roth liep een haarscheurtje in een sleutelbeen op. Voor het thuispubliek leek het drama compleet, maar Roth zou toch van start gaan, want hij had tenslotte poleposition. Ook Toni Mang deed het goed met de tweede trainingstijd. In de 500cc-klasse werd Mike Baldwin uitgeschakeld doordat zijn motor precies op een rempunt vastliep. Baldwin werd ook nog geraakt door Pierfrancesco Chili in een poging de toegesnelde ambulances te ontwijken. Hij (Baldwin) werd afgevoerd met diverse breuken in zijn rechterhand en linker hiel en drie gekneusde rugwervels. Uiteindelijk konden de Duitse toeschouwers tevreden zijn met de resultaten: winst in de 250cc-race voor Toni Mang, Reinhold Roth als nieuwe leider in het wereldkampioenschap en een revanche van het Krauser-team in de 80cc-race.
Nations GP, Monza
Een boycot van deze race was tijdens de Grand Prix van Duitsland maar net afgewend. De coureurs stoorden zich al jaren aan het vele publiek in het rennerskwartier. Volgens promotor Flammini was een pasjessysteem voor het rennerskwartier door de Italiaanse wetgeving verboden, maar dat sneed geen hout omdat Bernie Ecclestone dat voor de Formule 1 wel had weten in te voeren. Flammini wist uiteindelijk de International Road Racing Teams Association te overtuigen, maar organisatorisch klopte er nog steeds niet veel van. Omdat het “te druk" was in het rennerskwartier werd de 125cc-klasse net als vorig jaar naar de zaterdag verbannen, maar op zondag reden er wel twee nationale klassen op Monza. In een van deze races, de Yamaha Super Trophy, kwam de 23-jarige Mauro Ceccoli ten val. Hij verloor bij deze val zijn helm en overleed aan de gevolgen van het ongeluk. In deze Grand Prix werd duidelijk wie de bovenliggende partijen in de wegrace van 1987 waren: Wayne Gardner in de 500cc-klasse, alle fabrieks-Honda's in de 250cc-klasse, Garelli in de 125cc-klasse en Derbi in de 80cc-klasse. Yamaha had het moeilijk om goede resultaten te boeken.
Oostenrijk, Salzburgring
Milieuactivisten hadden afgedwongen dat er in het rennerskwartier van Salzburg tussen 20.00 uur en 07.00 uur geen motoren gestart mochten worden. Dat was lastig voor monteurs die gewend waren 's avonds en zelfs 's nachts door te werken om de racemotoren klaar te maken. Bovendien werd de luchtkwaliteit gemeten. De 80cc-klasse moest al op zaterdag rijden, wat op weinig begrip stuitte, want net als in de GP des Nations was er op zondag genoeg tijd, want daar stonden twee nationale races gepland. Op donderdag en vrijdagochtend regende het, maar op zaterdag en zondag was het droog. In Oostenrijk kwamen alle klassen aan de start en de winnaars van de soloklassen waren dezelfde als in de genoemde GP des Nations. In de zijspanklasse scoorden Rolf Biland en Kurt Waltisperg eindelijk weer een overwinning.
Joegoslavië, Rijeka
In 1987 werd er niets meer gehoord over de klachten die er bij de Joegoslavische GP van 1986 nog geweest waren, zoals de belabberde tijdwaarneming en slechte telefoon- en telexverbindingen. Wel was het asfalt nog steeds erg hobbelig. Het weer was bijzonder goed: het was bijna 30°C.
Dutch TT, Assen
De TT van Assen werd verreden in het kader van de "Speedweek Assen", die al begon op 23 juni met wedstrijden om het Europees kampioenschap wegrace. De WK-races werden verreden op 25 juni (Formule I) en op 27 juni (80, 125, 250 en 500 cc en de zijspanklasse). De WK-races begonnen op zaterdag op een droge baan, maar de 500cc-klasse werd ontsierd door het wisselvallige weer, waardoor er drie keer gestart werd en het programma ongeveer twee uur uitliep. Daardoor begon de zijspanrace pas om 18.15 uur.
Frankrijk, Le Mans
Het Circuit Bugatti was sinds de Franse Grand Prix van 1985 gewijzigd door twee chicanes toe te voegen. De meningen van de coureurs waren hierover verdeeld: vooral de eerste chicane vonden sommigen gevaarlijk omdat er geremd moest worden terwijl men nog in een bocht lag. Christian Sarron vond het ook gevaarlijker, maar zijn broer Dominique vond het juist uitdagender. De races werden allemaal onder slechte weersomstandigheden gereden, evenals de laatste tijdtraining. Het regende in de nacht van 18 op 19 juli en het bleef ook de hele dag regenen. De beste kwalificatietijden werden met droog weer geregistreerd. Voor het eerst in de geschiedenis stonden twee broers op poleposition: Christian Sarron in de 500cc-klasse en Dominique Sarron in de 250cc-klasse. Reinhold Roth ging na de Franse Grand Prix aan de leiding van het 250cc-wereldkampioenschap, maar won de eerste WK-race van zijn carrière.
Groot-Brittannië, Donington Park
Na tien jaar Silverstone ging de Britse Grand Prix voor het eerst naar Donington Park. Hoewel dit een groot moment was voor circuiteigenaar Tom Wheatcroft, die jarenlang had geprobeerd een Grand Prix naar Donington te krijgen, stond de GP vooral in het teken van de terugkeer van Freddie Spencer, die 18 maanden niet meer geracet had. Alle klassen kwamen aan de start en werden onder goede weersomstandigheden verreden, hoewel er in de warming up en in de 125cc-race nog wat vochtige plekken van nachtelijke buien waren overgebleven. In de 80cc-klasse werd het wereldkampioenschap beslist. In de 125cc-klasse bouwde Fausto Gresini zijn al grote voorsprong nog verder uit, in de 250cc-klasse bracht Toni Mang de spanning weer terug, in de 500cc-klasse verraste Freddie Spencer vriend en vijand en bleken de Yamaha YZR 500's sterker geworden te zijn en in de zijspanklasse werden Steve Webster en Tony Hewitt vrijwel onbereikbaar voor de concurrentie. Intussen maakte de organisatie van Wheatcroft en de Auto-Cycle Union een uitstekende indruk. Zowel voor publiek (ongeveer 55.000 toeschouwers) als rijders was alles tot in de puntjes geregeld.
Zweden, Anderstorp
Volgens velen werd het hoog tijd dat de "Swedish TT" haar WK-status zou verliezen. Het sfeerloze vliegveld dat als circuit dienstdeed was eigenlijk helemaal niet onderhouden en het publiek interesseerde zich meer voor de enorme hoeveelheden drank dan voor de races. Bovendien was er nauwelijks sprake van behoorlijk gevulde startvelden. Veel privérijders konden het financieel zo tegen het einde van het seizoen niet meer opbrengen de lange en dure reis naar Anderstorp te maken voor het lage start- en prijzengeld. Het was ook een van de laatste GP's waar het publiek (tegen het verbod van de FIM in) nog toegang had tot het rennerskwartier. Daardoor was het ook mogelijk dat er een scooter van het Grundig-team van Boet van Dulmen gestolen werd.
Tsjecho-Slowakije, Brno
De meeste coureurs waren aangenaam verrast door het nieuwe Automotodrom Brno. Het was een hele verbetering vergeleken met de oude, gevaarlijke Masaryk Ring die de 500cc-coureurs al na het seizoen 1977 de rug hadden toegekeerd. In plaats van een gevaarlijk 11 kilometer lang stratencircuit lag er nu een prachtig 5,4 kilometer lang circuit met een breedte van 15 meter en een hoogteverschil van 74 meter. Er was zelfs een klein permanent ziekenhuisje op het circuit, waar Carlos Lavado al op vrijdag kort werd opgenomen. Wel kregen de bakkenisten in de zijspannen het zwaar, want er was slechts een kort recht stuk en er moest dus hard gewerkt worden. Ook de bandenspecialisten van Dunlop en Michelin hadden het druk met het bepalen van de juiste bandencompound.
San Marino, Misano
Het circuit van Santa Monica bleek vooral geschikt voor de Yamaha's. Het Marlboro-team bezette zelfs in twee klassen de eerste startrij, waar in de 500cc-klasse alleen Randy Mamola zijn Lucky Strike-Yamaha tussen wist te zetten. De WK-leiders Wayne Gardner (500 cc) en Toni Mang (250 cc) konden in Misano niet overtuigen, maar ze reden op zeker om geen valpartij te riskeren. Net als op het Automotodrom Brno en Donington Park waren de teams aangenaam verrast door het circuit van Santa Monica. Het rennerskwartier was geasfalteerd en er waren goede toilet- en douchevoorzieningen. Voor 1988 waren er nog meer verbeteringen gepland: verlenging van het circuit, een nieuw start/finishgebouw en nieuwe pits.
Portugal, Jarama
De Grand Prix van Portugal was feitelijk een verkapte, tweede Grand Prix van Spanje. Officieel wilde Portugal een GP organiseren, zonder geld om garant te staan voor de organisatie, en zonder geschikt circuit. Het was dan ook (officieel) de bedoeling om het seizoen 1988 wél in Portugal te rijden, maar dat zou pas gebeuren in 2000 op het Autódromo do Estoril. In vergelijking met het Circuito Permanente de Jerez was de organisatie in Jarama slecht. Door een hittegolf was het zeer warm, maar de privérijders stonden op een kale zandvlakte, lange tijd verstoken van elektriciteit en water. Het rennerskwartier was veel te klein en daardoor overvol en brandgevaarlijk. De sanitaire voorzieningen werden niet schoongemaakt en na enkele dagen waren ze praktisch onbruikbaar. Het publiek stak strobalen in brand, de baancommissarissen waren de eersten die vuurwerk begonnen af te steken en onder hun ogen lieten toeschouwers zich vlak langs de baan fotograferen op de Yamaha YZR 500 van de gevallen Tadahiko Taira. Een politieagent die wilde optreden tegen de misstanden moest daarvan afzien toen er blikjes en flessen vanaf de tribune gegooid werden. Aan het einde van de racedag viel de stroom uit en water was nergens meer te krijgen.
Brazilië, Goiânia
Het was lang onzeker geweest of de GP's van Brazilië en Argentinië wel door zouden gaan, maar nu het zover was, was in elk geval de titel in de 500cc-klasse nog niet beslist. Brazilië had nog nooit een GP georganiseerd, maar het weekend verliep zonder noemenswaardige problemen. Wel raakten de net ontwikkelde nieuwe Dunlop-banden van Randy Mamola onderweg naar Zuid-Amerika vermist en waren er slechts weinig privérijders die de dure reis konden betalen. Na eerdere slechte ervaringen met Zuid-Amerikaanse races waren rijders en pers aangenaam verrast in Goiânia. Afgezien van het hobbelige circuit waren de voorzieningen heel goed.
Argentinië, Buenos Aires
De Grand Prix van Argentinië was organisatorisch een debacle. Het circuit was gehomologeerd, maar niet bezichtigd en ongeschikt. Men bouwde in allerijl nog een chicane in en liet een bocht vervallen, waardoor het reglementair te kort werd. Er dreigde een boycot, maar de meeste coureurs konden zich die luxe niet veroorloven, omdat zowel de IRTA als de FIM-jury dit afwezen. Individueel boycotten kon daling in de ranglijst betekenen. Alleen Toni Mang had niets meer te vrezen en hij stopte na de eerste ronde van de 250cc-race. In het najaar besloot de IRTA voorlopig niet meer naar Argentinië af te reizen. De FIM stond machteloos omdat juryvoorzitter Vito Ippolito niets van de problemen in zijn officiële rapport vermeldde. 

## Puntentelling
Vanaf 1977 telden alle resultaten mee.
|         | 1e | 2e | 3e | 4e | 5e | 6e | 7e | 8e | 9e | 10e |
| Punten: | 15 | 12 | 10 | 8  | 6  | 5  | 4  | 3  | 2  | 1   |

## 500cc-klasse
Japan, Suzuka
Rob McElnea was na een ziekenhuisopname fit bevonden door de artsen, maar dat hielp hem niet veel verder. Terwijl het hele veld op regenbanden stond, kregen McElnea en teamgenoot Eddie Lawson van Michelin-racemanager Fayol én van hun eigen chefmonteur Kel Carruthers het dringende advies om achter een intermediate te steken. "Rocket" Ron Haslam had de snelste start, maar na de eerste ronde leidde Randy Mamola al, gevolgd door Haslam, Wayne Gardner, Shunji Yatsushiro, Kevin Magee, Christian Sarron, Niall Mackenzie, Pierfrancesco Chili, Tadahiko Taira en Hiroyuki Kawasaki. Lawson reed op dat moment al de pit in om ook achter een regenband te laten monteren. Na vijf ronden had Mamola al twintig seconden voorsprong op zijn teamgenoot Mike Baldwin, die ook weer gemakkelijk wegliep van Gardner, Sarron, Haslam en Magee. Mamola hoefde zijn voorsprong slechts te consolideren, maar achter hem vond een groot aantal valpartijen plaats. Masaru Mizutani was al in de eerste ronde gevallen, enkele ronden later gevolgd door Keiji Kinoshita. Magee viel ook, evenals Christian Sarron, die daarvoor dezelfde bocht (130 R) uitzocht als zijn broer Dominique in de 250cc-race had gedaan. Sarron was net opgestaan toen Shunji Yatsushiro op hem af kwam schuiven. In de laatste ronde schoof Haslam, in gevecht met Mackenzie, onderuit, maar hij kon zijn machine weer oprapen en vijfde worden. Mackenzie dacht echter dat Haslam nog achter hem zat, gaf te veel gas en viel ook. Na de val van Baldwin schoof Gardner door naar de tweede plaats en Takumi Ito werd tot zijn eigen verrassing derde met de veel te trage Suzuki. Ook Pierfrancesco Chili scoorde goed: vierde met een driecilinder Honda NS 500 uit 1986.
Spanje, Jerez
Eddie Lawson nam na de start het initiatief, maar na twee ronden ging Wayne Gardner hem voorbij en daarmee was het gevecht om de leiding feitelijk beslist. Gardner liep alleen maar verder weg en had bij de finish 23 seconden voorsprong. Er was wel een gevecht om de derde plaats, dat tussen Ron Haslam en Niall Mackenzie ging. Aanvankelijk lag Rob McElnea op deze positie, maar hij kwam ten val. Kevin Schwantz reed een uitstekende race met de Suzuki RGV 500, die nog minstens 20 kg zwaarder was dan de concurrentie. Hij vocht om de zesde plaats met Pierfrancesco Chili, Randy Mamola, Tadahiko Taira en Shunji Yatsushiro. Chili reed op de zesde plaats toen hij in de laatste ronde viel en Schwantz de kans gaf de positie over te nemen. Chili kon zijn machine nog oprapen, maar hij werd slechts elfde. Daarvan profiteerde Richard Scott, een debutant die met een privé Honda RS 500 driecilinder reed en in zijn eerste Grand Prix meteen een punt scoorde.
Duitsland, Hockenheim
Hoewel Ron Haslam zijn gebruikelijke bliksemstart had, liepen Wayne Gardner en Eddie Lawson snel weg van het veld, waarbij Gardner duidelijk de snelste was. In de tiende ronde was Lawson Gardner echter weer genaderd en Gardner gaf hem een teken om voorbij te komen, in de hoop nog wat slipstream te kunnen pakken. Het mocht niet baten, een elektronisch probleem wierp hem uiteindelijk terug naar de tiende plaats. Nu ontstond een gevecht achter Lawson tussen Christian Sarron, Randy Mamola en Ron Haslam. Sarron moest echter opgeven doordat zijn koppeling, die hij al bij de koppelingsstart verbrand had, het begaf. Shunji Yatsushiro leek vierde te worden, maar hij viel in de laatste bocht. Opmerkelijke prestaties waren er van Bruno Kneubühler, die elfde werd en vooral van Richard Scott, nu dertiende, maar die bij zijn debuut in de Grand Prix van Spanje al een punt had gescoord en die nu al genoemd werd als tijdelijke vervanger voor Mike Baldwin bij Roberts-Lucky Strike-Yamaha. Winnaar Lawson was niet overtuigd van de snelheid van zijn Yamaha YZR 500. Nog vóór hij na de race afstapte zei hij tegen teammanager Giacomo Agostini: "De Honda van Gardner is niet bij te houden". Randy Mamola nam dankzij zijn tweede plaats de leiding in het 500cc-wereldkampioenschap over.
Nations GP, Monza
Volgens Wayne Gardner lag het aan zijn Honda NSR 500 dat hij zo snel was, want zelf was hij bepaald niet fit. Hij had hoofdpijn en in de tweede ronde kreeg hij een bloedneus. Juist in die ronde passeerde hij de leidende Eddie Lawson en hij nam meteen afstand, terwijl het bloed tegen de binnenkant van zijn helmvizier waaide en het zicht steeds slechter werd. Toch bleef de vraag waarom de andere Honda's het relatief slecht deden. Ron Haslam en Shunji Yatsushiro hadden nog last van blessures, Roger Burnett reed op een 1986-NSR 500 en Pierfrancesco Chili op een driecilinder NS 500, maar Niall Mackenzie viel ronduit tegen. Veel spanning was er niet in de race. Lawson volgde zo snel hij kon en enkele seconden achter hem vochten Randy Mamola, Christian Sarron en Rob McElnea (allen op Yamaha YZR 500's) om de derde plaats. In de laatste ronde raakten McElnea en Mamola elkaar en laatstenoemde landde in het gras. Sarron werd nu derde, nipt voor McElnea, die in de uitloopronde bij de Variante Ascari stopte om Mamola een lift te geven.
Oostenrijk, Salzburgring
Voor de opwarmronde werd Eddie Lawson door een monteur aangeduwd, wellicht een voorbode van de rampspoed die hem wachtte, want na die ronde werden snel bougies gewisseld. Opnieuw maakte Ron Haslam vanaf de negende startpositie een bliksemstart, maar hij werd eerst ingerekend door Randy Mamola en daarna door Wayne Gardner en Niall Mackenzie. Haslam en Mackenzie vielen terug, maar Mamola bleef in gevecht met Gardner tot enkele ronden voor het einde, temeer omdat Gardner wat moeite had met het passeren van achterblijvers. Lawson was al na een ronde naar het rennerskwartier gereden, zonder zich bij zijn pitcrew af te melden.
Joegoslavië, Rijeka
Nog vóór de start verdween Didier de Radiguès, wiens Cagiva hem al in de opwarmronde in de steek liet. Ron Haslam maakte zijn gebruikelijke bliksemstart, maar dit keer werd hij toch afgetroefd door Randy Mamola. In de tweede ronde nam Wayne Gardner de leiding over om ze niet meer af te staan. Toch konden Mamola en Eddie Lawson hem lang volgen, maar ze gingen met elkaar in gevecht, waardoor Gardner niet echt bedreigd werd. Toch had Gardner veel last van zijn rechterhand. Hij gaf gas met zijn handpalm en deed "vingeroefeningen" om de bloedsomloop in zijn hand op gang te houden. Bij het remmen had hij erg veel pijn. Tegen het einde van de race moest Lawson afhaken, naar eigen zeggen door carburatieproblemen. Ron Haslam had intussen een eenzame race op de vierde plaats gereden.
Dutch TT, Assen
De 500cc-race verliep zeer rommelig door het wisselvallige weer. Er werd op slicks gestart, maar al in de eerste ronde begon het te motregenen en na anderhalve ronde werd de race afgevlagd. Toen waren Randy Mamola, Raymond Roche en Koos van Leyen al gevallen, maar Mamola en Roche stonden op tijd klaar voor de herstart. Het was inmiddels weer droog geworden zodat opnieuw op slicks werd gestart. Er vormde zich een kopgroep met Eddie Lawson, Ron Haslam en Wayne Gardner, die wegliep van Rob McElnea, Tadahiko Taira, Kevin Magee en Christian Sarron. Het begon echter weer te regenen en toen de wedstrijdleiding de race niet afvlagde besloten de drie leiders dat zelf te doen. In de zesde ronde reden ze demonstratief de pit in. Er werd besloten nog een keer te starten voor een race van vijftien ronden. De tijden van de eerste vijf ronden zouden bij deze "manche" worden opgeteld. De tijden van de eerste manche bepaalden ook de nieuwe startopstelling. De bandenkeus was nu eenvoudig, want het regende nog steeds en dus werd er gestart op regenbanden. In de regen was Mamola absoluut de snelste. Binnen enkele ronden maakte hij zijn eerder opgelopen achterstand goed, Lawson reed op de tweede plaats en Gardner was derde. Mamola verloor echter tijd door een remfout, waardoor Lawson weer aansloot. Daarmee was de beslissing gevallen, want Lawson zou totaalwinnaar worden, ondanks het feit dat Mamola de finish als eerste bereikte en ook Gardner was in totaal sneller dan Mamola. Erkende regenrijders presteerden ook goed: Didier de Radiguès werd zesde, Roger Burnett zevende en Kenny Irons achtste. 
Frankrijk, Le Mans
In de natte race profiteerde Randy Mamola optimaal van het feit dat Roberts-Lucky Strike-Yamaha het enige team met Dunlop-regenbanden was. Hij nam meteen de leiding en had op de finish 34 seconden voorsprong op Pierfrancesco Chili. Die profiteerde weer van de soepele vermogensafgifte van zijn driecilinder Honda NS 500 in vergelijking met de viercilinders. Hij reed net als de rest van het veld met Michelin-banden, maar had voor een afwijkende compound gekozen en daarmee sloeg hij de aanvallen van Christian Sarron en Wayne Gardner af. De overige Honda-coureurs hadden grote moeite met het vermogen van hun Honda NSR 500's en Gardner was dan ook blij met de acht punten van de vierde plaats. De Suzuki-rijders deden het erg goed: Kevin Schwantz viel al in de eerste ronde maar reed zonder rechter voetsteun naar de negende plaats en Kenny Irons zat vlak achter Gardner toen hij een foutje maakte, maar werd toch nog zesde. Eddie Lawson was in de training nog blij geweest met het extra vermogen van zijn Yamaha YZR 500, maar viel al in de tweede ronde.
Groot-Brittannië, Donington Park
De eerste 500cc-race op Donington Park begon spectaculair toen uitgerekend Freddie Spencer vanaf de tweede startrij naar voren stormde en de leiding nam. Hij werd aanvankelijk gevolgd door Eddie Lawson, maar die werd in de "Esses" gepasseerd door Ron Haslam. Lawson vocht zich terug naar de tweede plaats en kroop richting Spencer, gevolgd door Haslam, Wayne Gardner, Christian Sarron en Randy Mamola. In de derde ronde begon Spencer ineens posities in te leveren en in de vierde ronde stak hij zijn arm omhoog ten teken dat zijn race voorbij was, naar later bleek door een blokkerende achterrem. Mamola en Gardner sloten achter Lawson aan toen ook Haslam steeds meer snelheid begon te verliezen door een verkeerd gekozen achterband, maar Gardner kon niet echt aanvallen, zeker niet tegen het einde toen er achterblijvers moesten worden gepasseerd. Mamola moest afhaken door kramp in zijn armen en werd derde, voor Christian Sarron. Rob McElnea leek vijfde te worden, tot hij in een bocht rechtuit schoot omdat hij geen voorrem meer had, een probleem waar ook Kenny Irons mee worstelde, maar die werd nog tiende.
Zweden, Anderstorp
Dat de man met de rode vlag een snoekduik moest maken omdat het startlicht te vroeg op groen sprong, was niet de eerste blunder van de Zweedse organisatie. Freddie Spencer werd verrast door de vroege start en dat kostte hem een aantal plaatsen. Ook Randy Mamola had het groen niet verwacht maar vertrok omdat hij Eddie Lawson weg zag rijden. Ron Haslam was - zoals bijna altijd - het snelste weg. Hij leidde twee ronden en werd toen gepasseerd door Wayne Gardner, die meteen een flinke voorsprong nam en er verder geen race van maakte. Toen waren Shunji Yatsushiro, Christian Sarron en Tadahiko Taira al samen gevallen. Sarron raakte daarbij voor de tweede keer in dit weekend even bewusteloos. Taira kon nog verder en werd dertiende. Achter Gardner werd Lawson tweede en Mamola, die problemen had met een slapende rechterarm, werd derde. Spencer reed na zijn slechte start nog naar de achtervolgende groep toe, maar hij had nog conditionele problemen en werd zevende.
Tsjecho-Slowakije, Brno
Na de start werd Wayne Gardner aanvankelijk gevolgd door alle Marlboro-Yamaha's: Eddie Lawson, Rob McElnea en Tadahiko Taira. Daar achter zaten Randy Mamola, Raymond Roche en Christian Sarron. Freddie Spencer kon niet van zijn vierde startpositie profiteren omdat hij tijdens de opwarmronde een contactlens verloren had. Gardner wist zich al snel los te rijden, terwijl McElnea posities begon te verliezen. In de vijfde ronde ging Taira in een remzone voorbij Lawson, maar het was geen echt uitremmen. Het leek erop dat Lawson opzettelijk vroeg remde zodat Taira de achtervolging op Gardner moest leiden. Enkele ronden later bleek dat Lawson ook moeite had om Taira te volgen, want hij maakte een highsider mee. Intussen was Mamola een keer rechtdoor geschoten omdat hij zijn Yamaha per ongeluk in de vrijstand geschakeld had. Uiteindelijk ging Lawson Taira toch voorbij en hij nam zelfs een flinke voorsprong, terwijl Gardner wat terrein begon te verliezen door versleten banden. Dat bracht Lawson tot op enkele seconden achterstand, terwijl Taira ver achterop raakte, maar toch nog ruim voor Mamola bleef en zijn eerste podiumplaats scoorde.
San Marino, Misano
Tot nu toe had Randy Mamola alleen in regenraces geprofiteerd van het feit dat teammanager Kenny Roberts een contract met Dunlop had afgesloten. In Imola bleken de banden echter ook doorslaggevend te zijn. Nadat aanvankelijk het Marlboro-Yamaha-trio Eddie Lawson, Tadahiko Taira en Rob McElnea aan de leiding reed, sloot Mamola aan om al vrij snel een bedreiging te vormen voor Eddie Lawson. McElnea kwam ten val en Lawson, die al een keer dwars had gestaan, moest Mamola ook laten gaan. Wayne Gardner, die al de hele race last had van een doorslippend achterwiel, wist Taira te passeren en werd derde, ruim een halve minuut achter Mamola en Lawson.
Portugal, Jarama
Randy Mamola had de beste start in Jarama, maar hij moest meteen de strijd aangaan met Wayne Gardner en Eddie Lawson. Toen Lawson net de leiding had overgenomen verloor Mamola de aansluiting bij het passeren van een achterblijver. Gardner kreeg motorische problemen en begon terug te vallen, maar Mamola verremde zich bij de achtervolging van Lawson en viel terug naar de derde plaats achter Kevin Magee. Die begreep de belangen van zijn broodheer (Kenny Roberts) en hield in de laatste twee ronden in zodat Mamola hem kon passeren. Magee reed naar het podium in zijn eerste droge race, en dat terwijl hij slecht gestart was, evenals Niall Mackenzie, die zesde werd. Ron Haslam scoorde de eerste punten voor de ELF 4.
Brazilië, Goiânia
In Brazilië sloeg Wayne Gardner al in de eerste ronden een groot gat met de concurrentie. Hij reed de hele race alleen en toen hij zeven seconden voorsprong had besloot hij die te consolideren. Achter hem vochten Eddie Lawson, Didier de Radiguès, Raymond Roche en Shunji Yatsushiro om de tweede plaats, terwijl Randy Mamola zijn slechte start aan het goedmaken was. Mamola bereikte de achtervolgende groep en ging in gevecht met Lawson, maar hij had niet de beschikking over zijn beste banden en koos uiteindelijk voor de derde plaats. De Radiguès werd vierde, het beste resultaat van Cagiva van het seizoen.
Argentinië, Buenos Aires
De start van de 500cc-race verliep chaotisch, toen de lichten op groen sprongen terwijl de man met de rode vlag nog voor de eerste startrij stond. Hij probeerde een goed heenkomen te zoeken, maar blokkeerde daarmee Raymond Roche, Eddie Lawson en de hoofdschuddende Wayne Gardner. De wedstrijdleider had duidelijk uitleg van Giacomo Agostini nodig alvorens hij de race voor de eerste doorkomst afvlagde. Voor de herstart liet Randy Mamola zien wat hij van de organisatie dacht door voor de hoofdtribune tegen de strobalen de urineren. Na de tweede start nam Gardner al snel de leiding, opgejaagd door Lawson en Roche. Al snel klom de slecht gestarte Mamola op naar de derde plaats, terwijl Gardner begon te merken dat zijn experimentele achterband de race niet kon volhouden. Hij wuifde Mamola voorbij, waarmee de tweede plaats in het wereldkampioenschap beslist was. Om tweede te worden had Lawson meer nodig dan een overwinning; Mamola mocht niet hoger finishen dan de derde positie. Nu behield Mamola een punt voorsprong waarmee ook zijn tweede plaats in het wereldkampioenschap vast stond.

### Uitslagen 500cc-klasse
|    | Datum        | Race                     | Circuit      | 1e            | 2e                  | 3e               | Poleposition     | Snelste ronde      |
| -- | ------------ | ------------------------ | ------------ | ------------- | ------------------- | ---------------- | ---------------- | ------------------ |
| 1  | 29 maart     | GP van Japan             | Suzuka       | Randy Mamola  | Wayne Gardner       | Takumi Ito       | Niall Mackenzie  | Randy Mamola       |
| 2  | 26 april     | GP van Spanje            | Jerez        | Wayne Gardner | Eddie Lawson        | Ron Haslam       | Eddie Lawson     | Wayne Gardner      |
| 3  | 17 mei       | GP van Duitsland         | Hockenheim   | Eddie Lawson  | Randy Mamola        | Ron Haslam       | Wayne Gardner    | Wayne Gardner      |
| 4  | 24 mei       | Nations GP               | Monza        | Wayne Gardner | Eddie Lawson        | Christian Sarron | Wayne Gardner    | Wayne Gardner      |
| 5  | 7 juni       | GP van Oostenrijk        | Salzburgring | Wayne Gardner | Randy Mamola        | Niall Mackenzie  | Wayne Gardner    | Didier de Radiguès |
| 6  | 14 juni      | GP van Joegoslavië       | Rijeka       | Wayne Gardner | Randy Mamola        | Eddie Lawson     | Wayne Gardner    | Wayne Gardner      |
| 7  | 27 juni      | Dutch TT                 | Assen        | Eddie Lawson  | Wayne Gardner       | Randy Mamola     | Wayne Gardner    | Eddie Lawson       |
| 8  | 19 juli      | GP van Frankrijk         | Le Mans      | Randy Mamola  | Pierfrancesco Chili | Christian Sarron | Christian Sarron | Randy Mamola       |
| 9  | 2 augustus   | GP van Groot-Brittannië  | Donington    | Eddie Lawson  | Wayne Gardner       | Randy Mamola     | Wayne Gardner    | Tadahiko Taira     |
| 10 | 9 augustus   | GP van Zweden            | Anderstorp   | Wayne Gardner | Eddie Lawson        | Randy Mamola     | Wayne Gardner    | Wayne Gardner      |
| 11 | 23 augustus  | GP van Tsjecho-Slowakije | Brno         | Wayne Gardner | Eddie Lawson        | Tadahiko Taira   | Wayne Gardner    | Wayne Gardner      |
| 12 | 30 augustus  | GP van San Marino        | Misano       | Randy Mamola  | Eddie Lawson        | Wayne Gardner    | Eddie Lawson     | Randy Mamola       |
| 13 | 13 september | GP van Portugal          | Jarama       | Eddie Lawson  | Randy Mamola        | Kevin Magee      | Randy Mamola     | Wayne Gardner      |
| 14 | 27 september | GP van Brazilië          | Goiânia      | Wayne Gardner | Eddie Lawson        | Randy Mamola     | Wayne Gardner    | Wayne Gardner      |
| 15 | 4 oktober    | GP van Argentinië        | Buenos Aires | Eddie Lawson  | Randy Mamola        | Wayne Gardner    | Wayne Gardner    | niet bekend        |

### Eindstand 500cc-klasse
| Pos. | Coureur             | Team/merk                   | Ptn. |
| ---- | ------------------- | --------------------------- | ---- |
| 1    | Wayne Gardner       | Rothmans-HRC-Honda          | 178  |
| 2    | Randy Mamola        | Roberts-Lucky Strike-Yamaha | 158  |
| 3    | Eddie Lawson        | Agostini-Marlboro-Yamaha    | 157  |
| 4    | Ron Haslam          | ELF-HRC-Honda / ELF         | 72   |
| 5    | Niall Mackenzie     | Gallina-HB-HRC-Honda        | 61   |
| 6    | Tadahiko Taira      | Agostini-Marlboro-Yamaha    | 56   |
| 7    | Christian Sarron    | Gauloises-Sonauto-Yamaha    | 52   |
| 8    | Pierfrancesco Chili | Gallina-HB-HRC-Honda        | 47   |
| 9    | Shunji Yatsushiro   | Rothmans-HRC-Honda          | 40   |
| 10   | Rob McElnea         | Agostini-Marlboro-Yamaha    | 39   |
| 11   | Roger Burnett       | Rothmans-HRC-Honda          | 25   |
| 12   | Didier de Radiguès  | Bastos-Cagiva               | 21   |

| Pos. | Coureur           | Team/merk                           | Ptn. |
| ---- | ----------------- | ----------------------------------- | ---- |
| 13   | Raymond Roche     | Bastos-Cagiva                       | 15   |
| 14   | Kenny Irons       | Heron-Suzuki                        | 12   |
| 15   | Kevin Magee       | Yamaha                              | 11   |
| 16   | Kevin Schwantz    | Suzuki                              | 11   |
| 17   | Takumi Ito        | Suzuki                              | 10   |
| 18   | Mike Baldwin      | Roberts-Lucky Strike-Yamaha         | 6    |
| 19   | Gustav Reiner     | Hein Gericke-Honda                  | 5    |
| 20   | Hiroyuki Kawasaki | Roberts-Lucky Strike-Yamaha         | 4    |
| 20   | Freddie Spencer   | HRC-Honda                           | 4    |
| 22   | Richard Scott     | Honda / Roberts-Lucky Strike-Yamaha | 3    |
| 23   | Sinji Katayama    | Roberts-Lucky Strike-Yamaha         | 2    |
| 24   | Marco Gentile     | Lucky Strike-Fior-Honda             | 1    |

### Constructeurstitel 500cc-klasse
De constructeurstitel werd aan Yamaha toegekend.

## 250cc-klasse
Japan, Suzuka
Een uur voor de start begon het te regenen, wat bij een groot aantal coureurs twijfel opleverde omtrent de te monteren banden. Alleen Jean-François Baldé en Guy Bertin kozen voor slicks. Reinhold Roth monteerde alleen achter een slick en voor een intermediate en Sito Pons deed hetzelfde. Masaru Kobayashi wist dat het steeds harder zou gaan regenen en omdat hij met opgesneden slicks was gestart wist hij dat hij in het begin van de race genoeg voorsprong moest opbouwen omdat zijn banden op een echt natte baan in het nadeel waren ten opzichte van regenbanden. Na een ronde had hij al twee seconden voorsprong op Alan Carter, Masahiro Shimizu, Dominique Sarron, Masumitsu Taguchi, Jaqcues Cornu, Toni Mang, Patrick Igoa, Jean-Philippe Ruggia, Reinhold Roth en Martin Wimmer. Even later reden er alleen Japanners aan de leiding: Kobayashi met een grote voorsprong op Shimizu en Taguchi, waarbij Sarron de enige was die kon volgen. Na tien ronden begon het weer te regenen en begonnen de valpartijen: eerst Ruggia, daarna Cornu, Sarron en Carter. Pons en Roth profiteerden het meest van deze valpartijen, temeer omdat Shimizu terugviel en Taguchi door een slecht lopende motor afzakte naar de negende plaats. Kobayashi was echter niet meer te achterhalen, zeker niet met de volle slicks die Pons en Roth achter gemonteerd hadden. Hij won zijn debuut in het wereldkampioenschap wegrace.
Spanje, Jerez
Toni Mang was bij de start als eerste vertrokken, maar hij viel al in de tweede ronde. Meteen nam Luca Cadalora enkele seconden voorsprong op Jaqcues Cornu, Juan Garriga, Patrick Igoa, Jean-Philippe Ruggia, Dominique Sarron en Reinhold Roth. Intussen was Martin Wimmer na een slecht begin naar voren aan het komen en in de zesde ronde nam hij de tweede positie in, waarna hij het gat met Cadalora langzaam begon te dichten. Na wat schermutselingen om de leiding liep Wimmer ook van Cadalora weg en daarmee was het pleit beslist. Er werd wel nog gestreden om de derde plaats, die naar Juan Garriga ging. Ruggia werd met een productie-Yamaha TZ 250 uitstekend zevende. Sito Pons en Carlos Lavado eindigden ook nog in de top tien, ondanks een handblessure van Pons en het feit dat Lavado nog steeds herstellende was van een polsblessure en een sleutelbeenbreuk.
Duitsland, Hockenheim
Het was een goede zaak dat de duwstart was vervangen door de koppelingsstart, want zowel Reinhold Roth als Sito Pons en Carlos Cardús waren zodanig geblesseerd dat zij door hun monteurs aangeduwd moesten worden voor de opwarmronde. In de race was er bij Roth niet veel te merken van zijn gescheurde sleutelbeen. Hij zat meteen in een driemans kopgroep, achter Toni Mang en voor Jacques Cornu. Aanvankelijk namen deze drie samen een voorsprong, maar gaandeweg de race liep Mang iets verder weg, nam Cornu de tweede plaats over en kwamen de achtervolgers Carlos Cardús, Luca Cadalora, Carlos Lavado en Sito Pons zo dichtbij dat Roth maar nipt derde werd.
Nations GP, Monza
De 250cc-race werd de spannendste van de dag. Carlos Cardús nam aanvankelijk een kleine voorsprong, maar een slecht lopende motor wierp hem terug. Er ontstond een grote kopgroep met Loris Reggiani, Toni Mang, Reinhold Roth, Jacques Cornu, Carlos Lavado, Dominique Sarron en Sito Pons. De posities wisselden regelmatig doordat er op Monza volop geslipstreamed en uitgeremd kon worden. Tegen het einde van de race brak de groep en bleven alleen Mang, Roth, Sarron en Cornu over, nadat Reggiani met ontstekingspech was uitgevallen. Het bleef spannend tot op de streep, waar de eerste vier binnen driekwart seconde finishten. Het werd een overtuigende overwinning voor Honda, met NSR 250's op de eerste vijf plaatsen. Lavado was met zijn YZR 250 de eerste Yamaha-coureur. De tweede was Patrick Igoa met een Yamaha TZ 250-productieracer.
Oostenrijk, Salzburgring
Carlos Lavado en Loris Reggiani stonden weliswaar op de eerste startrij, maar startten slecht, waardoor ze een inhaalrace moesten beginnen op een enorme kopgroep, die bestond uit Luca Cadalora, Carlos Cardús, Toni Mang, Stéphane Mertens, Sito Pons, Reinhold Roth, Dominique Sarron en Martin Wimmer. Cardús nam even de leiding, maar die werd overgenomen door Toni Mang. Mertens, Wimmer en Garriga verloren het contact met de voorste groep en werden als eersten ingerekend door Lavado en Reggiani. Cadalora kwam in de Nocksteinkurve (bocht 6) ten val. Lavado slaagde er niet in de voorste groep te bereiken, maar dat lukte Reggiani wel. Op het moment dat hij aansluiting vond zette Mang alles op alles om weg te lopen van zijn achtervolgers door ze uit zijn slipstream te houden. Dat lukte, door over de hele baan te slingeren kon hij enkele seconden voorsprong opbouwen, maar Reggiani zat intussen op de tweede plaats. Nu de Aprilia eindelijk eens heel bleef bleek hij inderdaad snel genoeg voor een podiumplaats, maar de hele groep van de tweede tot en met de zesde plaats finishte binnen 1,2 seconde. Martin Wimmer pakte een punt, een uitstekende prestatie omdat hij moest leren rechts te schakelen en met zijn ingepakte linker voet de achterrem niet kon gebruiken.
Joegoslavië, Rijeka
Sito Pons stond op de tweede startrij, maar hij was als snelste weg, gevolgd door Dominique Sarron en Jacques Cornu, maar de kopgroep bestond ook nog uit Toni Mang, Martin Wimmer, Carlos Lavado, Reinhold Roth, Jean-Philippe Ruggia, Loris Reggiani en Carlos Cardús. In de tweede ronde nam Mang de leiding over en hij sloeg een klein gaatje, dat meteen gedicht werd door Cornu. Lavado was toen al aan zijn opmars begonnen en kwam samen met Roth bij het leidende tweetal. Mang begon terug te vallen. Lavado nam de leiding en sloeg een gat met twee achtervolgende groepen: Roth, Reggiani en Cornu en daarachter Mang, Sarron en Wimmer. Reggiani kon zich ook losmaken, temeer omdat Roth en Cornu met elkaar in gevecht bleven. Toni Mang werd slechts zevende. Hij had te veel van zijn banden geëist, maar haalde voor het eerst sinds 1981 de finish in Joegoslavië.
Dutch TT
Snelste trainer Carlos Lavado had een redelijke start, maar was later weg dan Jacques Cornu, Reinhold Roth, Sito Pons en Carlos Cardús. Toni Mang had een ronduit slechte start, maar hij kwam gestaag naar voren, in tegenstelling tot Lavado, die even doorstootte naar de vijfde plaats maar daarna posities begon in te leveren. Reinhold Roth nam al snel de leiding over, maar hij stond onder druk van Sito Pons. Lavado werd eerst ingerekend door de oprukkende Toni Mang, die doorstootte naar de kopgroep en daar achtereenvolgens Cornu, Cardús, Pons en Roth inhaalde. Lavado werd opgeslokt door een achtervolgende groep van zes man, maar verloor ook daarmee de aansluiting toen hij het gras in reed, gehinderd door de vallende Stéphane Mertens. Mertens kon weer starten en werd uiteindelijk dertiende.
Frankrijk, Le Mans
Aanvankelijk kon Dominique Sarron niet profiteren van zijn eerste startplaats, want meteen na de start moest hij ervoor kiezen rechtuit te gaan, waardoor een grote groep passeerde, met Reinhold Roth aan de leiding. Roth had voor de race nog verklaard dat hij het in de nattigheid rustig aan zou doen, want hij had tot nu toe geen overwinningen nodig gehad om aan de leiding van het WK te komen. Toch liep hij snel weg van zijn achtervolgers: eerst Carlos Cardús en daarachter een groepje met Toni Mang, Martin Wimmer, Sito Pons, Alberto Puig en Manfred Herweh. Sarron maakte echter snel terrein goed en sloot aan bij deze groep. Puig maakte een fout, maar raapte zijn machine op en reed nog naar de elfde plaats, maar de strijd tussen Mang en Cornu eindigde toen Cornu te laat remde en Mang in zijn val meenam. Intussen stootte Sarron door naar de tweede plaats, waar Cardús tot dat moment tamelijk eenzaam reed. Toen Sarron voorbij was bleef Cardús eenzaam, want de achtervolgende groep had een flinke achterstand. Reinhold Roth won echter met een voorsprong van ruim 15 seconden voor Sarron en Cardús. Roth nam met deze eerste overwinning uit zijn carrière de leiding in het WK weer alleen in handen, net nu Mang tijdens de TT van Assen op gelijke hoogte was gekomen. Enkele privérijders deden het erg goed: behalve Manfred Herweh (zesde) scoorden ook Hans Lindner (zevende), Jean-Philippe Ruggia (achtste) en Donnie McLeod (negende) punten.
Groot-Brittannië, Donington Park
De 250cc-race in Donington was spannend van start tot finish. Dominique Sarron leidde heel even, maar zakte daarna steeds verder weg. De kopgroep bestond uit Reinhold Roth, Toni Mang, Martin Wimmer, Jacques Cornu, Dominque Sarron en de slecht gestarte Patrick Igoa, maar uit de achtergrond kwam Loris Reggiani heel snel naar voren. De posities wisselden zo snel dat commentator Murray Walker het nauwelijks kon volgen. Mang nam een tijdje alleen de leiding, maar werd weer ingerekend. Hetzelfde deed Reggiani, toen hij de leidende groep eenmaal gepasseerd was. Igoa bemoeide zich met de strijd om de kop en uiteindelijk deed ook Jacques Cornu dat, nadat hij het grootste deel van de race als zesde de groep gevolgd had. Twee ronden voor het einde van de race had Reggiani een - op het oog - comfortabele voorsprong van ruim 2 seconden, maar toen nam Mang de tweede positie over van Wimmer en hij reed het gat dicht. In de laatste ronde remde hij Reggiani bij de "Esses" uit en hij won met minder dan 0,2 seconde voorsprong.  
Zweden, Anderstorp
Voor Reinhold Roth en Toni Mang maakten de relatief slechte startposities niet veel uit. Roth nam onmiddellijk de leiding in de race en in de zevende ronde kwam Mang hem al voor het eerst voorbij. Er ontstond een kopgroep waar ook Luca Cadalora zich bij voegde. Cadalora's Yamaha kwam duidelijk vermogen tekort: in de bochtige gedeelten was hij de snelste, maar op de rechte stukken kwamen de Duitsers hem met een groot snelheidsverschil voorbij. Twee bochten voor het einde van de race reed Mang aan de leiding, voor Cadalora en Roth. Die laatste had besloten om deze bocht dit keer in de eerste versnelling te nemen, om zo meer kracht te hebben bij het uitaccelereren. Die kracht was er, maar ze was zo groot dat het achterwiel wegsloeg en Roth ten val kwam. Mang won voor Cadalora, Roth raapte zijn machine op en werd elfde, maar zijn voorsprong in het WK van zes punten was nu een achterstand van negen punten geworden.
Tsjecho-Slowakije, Brno
Vanaf de tweede startrij had Reinhold Roth de snelste start, terwijl Martin Wimmer al binnen enkele honderden meters moest afhaken door een gebroken schakelpedaal. Na wat schermutselingen nam Toni Mang de leiding voor een klein groepje met Carlos Cardús, Sito Pons en Dominique Sarron. Door het gevecht om de tweede plaats kon Mang weglopen, terwijl Luca Cadalora juist aansluiting vond bij de achtervolgende groep. Roth was in gevecht om de vijfde plaats, maar werd geraakt door Urs Lüzi waardoor hij viel en uiteindelijk tiende werd.
San Marino, Misano
Binnen een ronde verdrong Loris Reggiani Reinhold Roth van de koppositie en vervolgens liep hij weg van een achtervolgende groep van twaalf man, waaronder Toni Mang, Martin Wimmer, Sito Pons en Dominique Sarron. De slecht gestarte Luca Cadalora wist na een sterke inhaalrace ook nog aan te sluiten. Cadalora wist zelfs de hele groep te passeren, maar hij kon Reggiani niet meer bereiken. In de laatste ronde vielen nog enkele beslissingen: Sito Pons nam de derde plaats over van Dominique Sarron en Martin Wimmer profiteerde van een schakelfout van Toni Mang en werd vijfde.
Portugal, Jarama
Als Toni Mang deze race zou winnen en Reinhold Roth zou niet verder komen dan de derde plaats dan was Mang wereldkampioen voordat het GP-circus de oversteek naar Zuid-Amerika zou maken. De overmacht van de Yamaha's in de training kwam aanvankelijk niet uit de verf: Honda-rijders Roth, Mang en Dominique Sarron streden om de leiding, terwijl juist Martin Wimmer en Luca Cadalora ver terugvielen. Toch wist Juan Garriga Mang te passeren, terwijl Roth terug begon te vallen. Mang wist de leiding terug te pakken en daarmee was de situatie voor hem ideaal: als Roth slechts derde werd was Mang wereldkampioen. Roth, met zijn schouder in verband door een sleutelbeenbreuk, viel steeds verder terug en werd slechts zevende en Mang vierde zijn vijfde wereldtitel.
Brazilië, Goiânia
De 250cc-race in Brazilië was veel spannender dan de 500cc-race, omdat een grote groep rijders lang bij elkaar bleef. De groep bestond uit Dominique Sarron, Toni Mang, Carlos Cardús, Sito Pons, Martin Wimmer, Reinhold Roth, Luca Cadalora, Carlos Lavado en Loris Reggiani. Sarron, Cardús en Pons maakten zich los van de groep en uiteindelijk kwam Sarron alleen aan de leiding en hij won voor Pons en Cardús. Wimmer leek vierde te worden, maar hij viel in de laatste ronde. Op de negende plaats eindigde Masahiro Shimizu. Die had van HRC al in de Japanse Grand Prix mogen rijden (waar hij vierde werd) en zijn starts in de Zuid-Amerikaanse races waren de beloning voor het winnen van de Japanse 250cc-titel.
Argentinië, Buenos Aires
Toni Mang deed precies wat hij beloofd had: na de eerste ronde stuurde hij de pit in uit protest tegen de slechte organisatie van de Grand Prix. Door die ene ronde dwong hij die organisatie wel zijn startgeld te betalen en omzeilde hij eventuele contractuele verplichtingen die een boycot verboden. De race werd vervolgens erg spannend, met een kopgroep die bestond uit Luca Cadalora, Carlos Cardús, Juan Garriga, Patrick Igoa, Carlos Lavado, Sito Pons, Loris Reggiani, Reinhold Roth, Dominique Sarron, Masahiro Shimizu en Martin Wimmer. Sarron reed als eerste aan de leiding, daarna Pons en vervolgens Reggiani. Pons en Reggiani namen samen een voorsprong, tot Reggiani in de twaalfde ronde viel. Pons won met minder dan 0,2 seconden voorsprong op Sarron. Door zijn overwinning kwam hij op 108 punten, waardoor er gerekend moest worden wie er tweede in het wereldkampioenschap werd, want Reinhold Roth kwam door zijn zesde plaats eveneens op 108 punten. Beiden hadden één GP gewonnen en waren tweemaal tweede geworden. De derde plaatsen brachten de uitkomst: Sito Pons was tweemaal derde geworden, Reinhold Roth viermaal en daardoor werd hij achter Toni Mang tweede in het kampioenschap 250 cc. Masahiro Shimizu gooide met zijn derde plaats in de race hoge ogen. Hij had zijn deelname aan de Braziliaanse en Argentijnse GP's te danken aan zijn nationale 250cc-titel.

### Uitslagen 250cc-klasse
|    | Datum        | Race                     | Circuit      | 1e               | 2e               | 3e               | Poleposition     | Snelste ronde    |
| -- | ------------ | ------------------------ | ------------ | ---------------- | ---------------- | ---------------- | ---------------- | ---------------- |
| 1  | 29 maart     | GP van Japan             | Suzuka       | Masaru Kobayashi | Sito Pons        | Reinhold Roth    | Masahiro Shimizu | Masaru Kobayashi |
| 2  | 26 april     | GP van Spanje            | Jerez        | Martin Wimmer    | Luca Cadalora    | Juan Garriga     | Luca Cadalora    | Martin Wimmer    |
| 3  | 17 mei       | GP van Duitsland         | Hockenheim   | Toni Mang        | Jacques Cornu    | Reinhold Roth    | Reinhold Roth    | Carlos Lavado    |
| 4  | 24 mei       | Nations GP               | Monza        | Toni Mang        | Reinhold Roth    | Dominique Sarron | Loris Reggiani   | Dominique Sarron |
| 5  | 7 juni       | GP van Oostenrijk        | Salzburgring | Toni Mang        | Loris Reggiani   | Reinhold Roth    | Toni Mang        | Carlos Cardús    |
| 6  | 14 juni      | GP van Joegoslavië       | Rijeka       | Carlos Lavado    | Loris Reggiani   | Reinhold Roth    | Carlos Lavado    | Carlos Lavado    |
| 7  | 27 juni      | Dutch TT                 | Assen        | Toni Mang        | Reinhold Roth    | Sito Pons        | Carlos Lavado    | Toni Mang        |
| 8  | 19 juli      | GP van Frankrijk         | Le Mans      | Reinhold Roth    | Dominique Sarron | Carlos Cardús    | Dominique Sarron | Reinhold Roth    |
| 9  | 2 augustus   | GP van Groot-Brittannië  | Donington    | Toni Mang        | Loris Reggiani   | Martin Wimmer    | Patrick Igoa     | Martin Wimmer    |
| 10 | 9 augustus   | GP van Zweden            | Anderstorp   | Toni Mang        | Luca Cadalora    | Loris Reggiani   | Luca Cadalora    | Carlos Lavado    |
| 11 | 23 augustus  | GP van Tsjecho-Slowakije | Brno         | Toni Mang        | Dominique Sarron | Carlos Cardús    | Dominique Sarron | Carlos Cardús    |
| 12 | 30 augustus  | GP van San Marino        | Misano       | Loris Reggiani   | Luca Cadalora    | Sito Pons        | Luca Cadalora    | Luca Cadalora    |
| 13 | 13 september | GP van Portugal          | Jarama       | Toni Mang        | Juan Garriga     | Martin Wimmer    | Juan Garriga     | Juan Garriga     |
| 14 | 27 september | GP van Brazilië          | Goiânia      | Dominique Sarron | Sito Pons        | Carlos Cardús    | Dominique Sarron | Sito Pons        |
| 15 | 4 oktober    | GP van Argentinië        | Buenos Aires | Sito Pons        | Dominique Sarron | Masahiro Shimizu | Martin Wimmer    | niet bekend      |

### Eindstand 250cc-klasse
| Pos. | Coureur          | Team/merk                      | Ptn. |
| ---- | ---------------- | ------------------------------ | ---- |
| 1    | Toni Mang        | Rothmans-HRC-Honda Deutschland | 136  |
| 2    | Reinhold Roth    | HB-Römer-HRC-Honda             | 108  |
| 3    | Sito Pons        | Campsa-HRC-Honda               | 108  |
| 4    | Dominique Sarron | Rothmans-HRC-Honda             | 97   |
| 5    | Carlos Cardús    | Nieto-Ducados-HRC-Honda        | 70   |
| 6    | Loris Reggiani   | Aprilia-Rotax                  | 68   |
| 7    | Luca Cadalora    | Agostini-Marlboro-Yamaha       | 63   |
| 8    | Martin Wimmer    | Agostini-Marlboro-Yamaha       | 61   |
| 9    | Jacques Cornu    | Parisienne-HRC-Honda           | 50   |
| 10   | Carlos Lavado    | HB-Venemotos-Yamaha            | 46   |
| 11   | Juan Garriga     | Ducados-Yamaha                 | 46   |
| 12   | Patrick Igoa     | Gauloises-Sonauto-Yamaha       | 42   |
| 13   | Masahiro Shimizu | HRC-Honda                      | 20   |
| 14   | Masaru Kobayashi | HRC-Honda                      | 15   |
| 15   | Manfred Herweh   | Levior-Honda                   | 11   |

| Pos. | Coureur              | Team/merk                               | Ptn. |
| ---- | -------------------- | --------------------------------------- | ---- |
| 16   | Iván Palazzese       | Yamaha                                  | 9    |
| 17   | Jean-Philippe Ruggia | Gauloises-Sonauto-Yamaha                | 7    |
| 18   | Jean-François Baldé  | Honda / Defi-Rotax                      | 6    |
| 19   | Maurizio Vitali      | FMI-Garelli                             | 6    |
| 20   | Hans Lindner         | Honda                                   | 5    |
| 20   | Urs Lüzi             | Parisienne-Honda / Parisienne-HRC-Honda | 5    |
| 22   | Donnie McLeod        | Honda / EMC-Rotax                       | 4    |
| 23   | Masumitsu Taguchi    | HRC-Honda                               | 2    |
| 23   | Stéphane Mertens     | Katayama-Armstrong-HRC-Honda            | 2    |
| 25   | Takayoshi Yamamoto   | Yamaha                                  | 1    |
| 25   | Guy Bertin           | Honda                                   | 1    |
| 25   | Stefano Caracchi     | Gazzaniga-Rotax / Honda                 | 1    |

### Constructeurstitel 250cc-klasse
De constructeurstitel werd aan Honda toegekend.

## 125cc-klasse
Spanje, Jerez
Domenico Brigaglia nam na de start meteen een voorsprong van 50 meter op Fausto Gresini, Paolo Casoli en Bruno Casanova, die hem vrij goed konden volgen tot Casanova halverwege de race terug begon te vallen. Toen zetten Gresini en Casoli de aanval op Brigaglia in. Enkele ronden voor de finish raakte Brigaglia zijn MBA even kwijt, waardoor Gresini er net voorbij kon komen. August Auinger was vanaf het middenveld sterk opgeklommen, maar omdat zijn machine te warm werd moest hij genoegen nemen met de zevende plaats, achter Ezio Gianola, die met de eencilinder Honda RS 125 op dit langzame circuit goed mee kon komen.
Duitsland, Hockenheim
De eerste vier in de training (Fausto Gresini, August Auinger, Pier Paolo Bianchi en Bruno Casanova) bleven ook in het begin van de race bij elkaar, met Fausto Gresini aan de leiding. Die probeerde met gebaren zijn stalgenoot Bruno Casanova te helpen om los te komen van August Auinger en Pier Paolo Bianchi, maar toen dat niet lukte ging hij er alleen vandoor. Auinger werd tweede voor Casanova en Bianchi. De MBA-fabrieksrijders Domenico Brigaglia en Andrés Sánchez beperkten de schade en werden vijfde en zesde.
Nations GP, Monza
In de 125cc-race (op zaterdag, tussen de trainingen van de andere klassen door) ontstond er al snel een kopgroep met drie rijders: Fausto Gresini, Bruno Casanova en August Auinger. Daarachter volgden op enkele seconden afstand Domenico Brigaglia, Pier Paolo Bianchi en Andrés Sánchez. Brigaglia kon nog niet voluit gaan door zijn blessures, maar het gevecht tussen Gresini, Casanova en Auinger duurde tot in de laatste bocht, temeer omdat Garelli geen stalorders had uitgevaardigd en Casanova gerust mocht winnen. Zover kwam het niet. In de Curva Parabolica zette Auinger zijn aanval in op Gresini, maar hij ging te wijd en Gresini kwam binnendoor. Doordat deze twee naast elkaar zaten moest Casanova even inhouden, maar zijn Garelli accelereerde beter dan de Bartol-MBA van Auinger. Het drietal ging binnen een seconde over de finish.
Oostenrijk, Salzburgring
De kopgroep in de race bestond uit de vier rijders met de snelste trainingstijden: Bruno Casanova, Fausto Gresini, Paolo Casoli en August Auinger. De twee Garelli-rijders vielen elkaar niet aan, maar hielpen elkaar en vanaf de twaalfde ronde begonnen ze weg te lopen van Casoli en Auinger. Ze braken in de laatste ronde het ronderecord en finishten zeventien seconden voor Casoli, die de slipstreamende Auinger net achter zich wist te houden. Domenico Brigaglia werd ondanks zijn blessure toch nog vijfde, voor zijn stalgenoot Andrés Sánchez.
Dutch TT, Assen
De 125cc-race in Assen leek uitermate saai, want Fausto Gresini en Bruno Casanova reden meteen weg van Paolo Casoli en August Auinger. Ze wisselden enkele malen van positie, wat leek op het "spelletje" dat Ángel Nieto weleens met zijn teamgenoten speelde om de wedstrijd spannend te laten lijken. Stalorders zouden immers bepalen wie er zou moeten winnen, in dit geval Gresini, die al vier wedstrijden gewonnen had. Toch bleek het achteraf niet zo te zijn, want Casanova verklaarde na de race dat hij wel degelijk had geprobeerd te winnen. Die bewering werd gestaafd door het feit dat Gresini tegen het einde van de race tot twee keer toe het ronderecord verbeterde om Casanova voor te blijven. De beide Garelli's finishten ruim een halve minuut voor Casoli, die net als Auinger (vierde) een eenzame race gereden had. 
Frankrijk, Le Mans
De 125cc-klasse opende de Grand Prix van Frankrijk in de stromende regen, met niet minder dan 17 valpartijen als gevolgd. Daar had Fausto Gresini geen last van, want hij leidde vanaf de eerste ronde voor Bruno Casanova, Andrés Sánchez, Paolo Casoli, Ezio Gianola, Pier Paolo Bianchi, Thierry Feuz en Johnny Wickström. Bianchi, Casoli en Feuz vielen echter, evenals Jussi Hautaniemi, Jean-Claude Selini, Esa Kytölä, Håkan Olsson, Lucio Pietroniro, Olivier Liégeois en Claudio Macciotta. Liégeois, Olsson en Macciotta konden hun machines weer oprapen, maar Macciotta viel daarna nog eens, nu definitief. Intussen reden de Garelli's op kop, maar Ezio Gianola kon in de regen het gebrek aan vermogen van zijn eencilinder compenseren en volgde. Toen Casanova een fout maakte en viel nam hij zelfs de tweede plaats in achter Gresini. Casanova werd uiteindelijk toch nog derde, voor Mike Leitner, die met zijn privé-MBA de fabrieksrijders voor wist te blijven.
Groot-Brittannië, Donington Park
In de eerste ronden van de 125cc-race op Donington duldden de beide Garelli-rijders nog een klein groepje in hun omgeving: Pier Paolo Bianchi, Corrado Catalano en Andrés Sánchez. Bianchi mocht zelfs even aan de leiding rijden, maar vanaf de achtste ronde gingen Fausto Gresini en Bruno Casanova er samen vandoor, Casanova voorop. Opnieuw werden gedachten over teamorders ontkracht, want Casanova moest zo hard rijden dat hij bij het aanremmen van de Esses onderuit ging. Bianchi reed toen al vrij eenzaam op de tweede plaats, op afstand gevolgd door Domenico Brigaglia. Brigaglia gaf aan het einde van de 15e ronde op door een gebroken schakelpedaal. Gresini strekte tijdens de race voortdurend zijn linkerbeen. Hij had last van een spier en had pijnstillende injecties gehad, maar die hielpen niet echt. Het belette hem niet om het ronderecord te verbeteren en uiteindelijk 19 seconden voorsprong te nemen. Na deze race was Garelli zeker van de wereldtitel. Alleen Bruno Casanova kon Fausto Gresini theoretisch nog van de titel afhouden.
Zweden, Anderstorp
De kans dat Bruno Casanova de tweede plaats niet kon pakken werd groter omdat hij nog last had van een in de Britse Grand Prix opgelopen voetblessure. Daarmee werd ook de kans groot dat Fausto Gresini na de race als wereldkampioen zou zijn, want hij leidde de race van start tot einde. Casanova deed het aanvankelijk rustig aan achter Paolo Casoli, maar passeerde hem uiteindelijk toch om met 37 seconden achterstand tweede te worden. Casoli kwam ten val en daardoor werd Domenico Brigaglia derde.
Tsjecho-Slowakije, Brno
Een flinke valpartij in de eerste ronde schakelde Domenico Brigaglia, Johnny Wickström, Olivier Liégeois, Mike Leitner en Willy Pérez uit. Dat dunde de top tien uit en de race werd er niet spannender door. Fausto Gresini was op weg naar zijn tweede wereldtitel en leidde de race van start tot finish, voor teamgenoot Bruno Casanova die twaalf seconden achter hem finishte. Andrés Sánchez scoorde zijn eerste podiumplaats en Ezio Gianola deed het met de vierde plaats opnieuw goed met de eencilinder Honda RS 125. Met nog twee races te gaan en 47 punten voorsprong op Casanova mocht Fausto Gresini zich inderdaad wereldkampioen noemen.
San Marino, Misano
August Auinger was nog niet helemaal hersteld van de blessures die hij in juli had opgelopen tijdens de Internationale Rundstreckenrennen op de Salzburgring, maar hij startte vanaf de vijfde startplaats. In de race was Fausto Gresini niet te houden. Hij reed meteen weg en won zijn tiende race van het seizoen met een halve minuut voorsprong. Auinger lag lang op de vierde plaats, maar profiteerde van fouten van Pier Paolo Bianchi en Paolo Casoli. Bianchi viel en Casoli reed het gras in, maar kon zijn weg vervolgen en werd derde. Twee bochten voor het einde werd Andrés Sánchez getorpedeerd door Lucio Pietroniro waardoor Ezio Gianola en Mike Leitner opschoven naar de vierde en de vijfde plaats. Gresini was nu tien wedstrijden ongeslagen.
Portugal, Jarama
Fausto Gresini was uiteraard vastbesloten om met de overwinning in Jarama zijn seizoen perfect af te sluiten, want hij had tot nu toe alle (10) races gewonnen. Hij duldde Paolo Casoli vijf ronden lang aan de leiding, maar ging er daarna samen met August Auinger vandoor. In de achtervolgende groep viel Pier Paolo Bianchi, maar even later viel ook koploper Gresini in achtervolging op Auinger. Die wist niet dat Gresini weg was, reed op volle snelheid door en hij viel een ronde later ook. Hetzelfde deden Andrés Sánchez, Johnny Wickström en Olivier Liégeois, waardoor het voor Casoli niet meer moeilijk was om zijn eerste overwinning te scoren, voor Domenico Brigaglia en Lucio Pietroniro, die voor het eerst het podium haalde.

### Uitslagen 125cc-klasse
|    | Datum        | Race                     | Circuit      | 1e             | 2e                 | 3e                 | Poleposition       | Snelste ronde      |
| -- | ------------ | ------------------------ | ------------ | -------------- | ------------------ | ------------------ | ------------------ | ------------------ |
| 1  | 26 april     | GP van Spanje            | Jerez        | Fausto Gresini | Domenico Brigaglia | Paolo Casoli       | Domenico Brigaglia | Domenico Brigaglia |
| 2  | 17 mei       | GP van Duitsland         | Hockenheim   | Fausto Gresini | August Auinger     | Bruno Casanova     | Fausto Gresini     | Fausto Gresini     |
| 3  | 23 mei       | Nations GP               | Monza        | Fausto Gresini | Bruno Casanova     | August Auinger     | Bruno Casanova     | Bruno Casanova     |
| 4  | 7 juni       | GP van Oostenrijk        | Salzburgring | Fausto Gresini | Bruno Casanova     | Paolo Casoli       | Paolo Casoli       | Fausto Gresini     |
| 5  | 27 juni      | Dutch TT                 | Assen        | Fausto Gresini | Bruno Casanova     | Paolo Casoli       | Bruno Casanova     | Fausto Gresini     |
| 6  | 19 juli      | GP van Frankrijk         | Le Mans      | Fausto Gresini | Ezio Gianola       | Bruno Casanova     | Fausto Gresini     | Fausto Gresini     |
| 7  | 2 augustus   | GP van Groot-Brittannië  | Donington    | Fausto Gresini | Pier Paolo Bianchi | Jean-Claude Selini | Bruno Casanova     | Fausto Gresini     |
| 8  | 9 augustus   | GP van Zweden            | Anderstorp   | Fausto Gresini | Bruno Casanova     | Domenico Brigaglia | Fausto Gresini     | Fausto Gresini     |
| 9  | 23 augustus  | GP van Tsjecho-Slowakije | Brno         | Fausto Gresini | Bruno Casanova     | Andres Sánchez     | Fausto Gresini     | Bruno Casanova     |
| 10 | 30 augustus  | GP van San Marino        | Misano       | Fausto Gresini | August Auinger     | Paolo Casoli       | Fausto Gresini     | Fausto Gresini     |
| 11 | 13 september | GP van Portugal          | Jarama       | Paolo Casoli   | Domenico Brigaglia | Lucio Pietroniro   | Fausto Gresini     | August Auinger     |

### Eindstand 125cc-klasse
| Pos. | Coureur            | Team/merk              | Ptn. |
| ---- | ------------------ | ---------------------- | ---- |
| 1    | Fausto Gresini     | FMI-Garelli            | 150  |
| 2    | Bruno Casanova     | FMI-Garelli            | 88   |
| 3    | Paolo Casoli       | Pileri-AGV-LCR-MBA     | 61   |
| 4    | Domenico Brigaglia | Pileri-AGV-LCR-MBA     | 58   |
| 5    | August Auinger     | Bartol-MBA             | 54   |
| 6    | Ezio Gianola       | FMI-Honda              | 45   |
| 7    | Pier Paolo Bianchi | MBA                    | 43   |
| 8    | Andres Sánchez     | Pileri-Ducados-LCR-MBA | 40   |
| 9    | Lucio Pietroniro   | Johnson-MBA            | 32   |
| 10   | Mike Leitner       | MBA                    | 32   |
| 11   | Johnny Wickström   | MBA                    | 21   |
| 12   | Gastone Grassetti  | MBA                    | 17   |
| 13   | Jean-Claude Selini | MBA                    | 16   |
| 14   | Thierry Feuz       | LCR-MBA                | 13   |

| Pos. | Coureur           | Team/merk        | Ptn. |
| ---- | ----------------- | ---------------- | ---- |
| 15   | Jussi Hautaniemi  | Pennzoil-LCR-MBA | 10   |
| 16   | Adi Stadler       | MBA              | 9    |
| 17   | Iván Troisi       | MBA              | 8    |
| 18   | Claudio Macciotta | MBA              | 6    |
| 18   | Corrado Catalano  | MBA              | 6    |
| 20   | Olivier Liégeois  | Assmex-MBA       | 4    |
| 20   | Esa Kytölä        | MBA              | 4    |
| 22   | Robin Milton      | MBA              | 2    |
| 22   | Bady Hassaine     | MBA              | 2    |
| 22   | Håkan Olsson      | MBA              | 2    |
| 25   | Willy Pérez       | MBA              | 1    |
| 25   | Flemming Kistrup  | MBA              | 1    |
| 25   | Norbert Peschke   | MBA              | 1    |

### Constructeurstitel 125cc-klasse
De constructeurstitel werd aan Garelli toegekend.

## 80cc-klasse
Spanje, Jerez
Gerhard Waibel had met zijn LCR-Krauser de kopstart, maar al in de tweede ronde werd hij gepasseerd door Jorge Martínez. Een tijdje wisselden deze twee van positie, maar toen liep Martínez weg van Waibel, die nu werd aangevallen door Luis Miguel Reyes, Àlex Crivillé en Julián Miralles. Reyes wist zelfs even door te stoten naar de kop van de race, maar viel toen terug naar de vijfde plaats. Stefan Dörflinger moest zijn poging om Crivillé bij te houden met een val bekopen. Martinéz maakte het nog even spannend toen hij de 17-jarige Crivillé in de slotfase dichterbij liet komen, maar in de laatste ronde pakte hij nog bijna een seconde voorsprong. Miralles werd derde, vlak voor Waibel. Wilco Zeelenberg lag op de negende plaats, maar viel door een gescheurde uitlaat terug naar de achttiende positie.
Duitsland, Hockenheim
Stefan Dörflinger nam meteen de leiding voor Gerhard Waibel, Jorge Martínez en Ian McConnachie. Die laatste kreeg last van een val in de training en moest het leidende trio laten gaan. Manuel Herreros was ook niet fit na een val in de training en ging in gevecht om de vijfde plaats met Luis Miguel Reyes, Jörg Seel en Karoly Juhasz. Waibel nam de leiding van Dörflinger over en leidde het grootste deel van de wedstrijd, vooral bedreigd door Martínez, die in het laatste deel van de race op safe reed omdat hij in Hockenheim nog nooit de finish had gehaald. McConnachie werd toch nog vierde voor Herreros, Seel en Heinz Paschen, nadat Reyes met koelproblemen was teruggevallen.
Nations GP, Monza
Gerhard Waibel nam meteen de leiding, gevolgd door Jorge Martínez en Manuel Herreros. Na enkele ronden sloot ook Stefan Dörflinger bij dit drietal aan. Zo waren er twee Derbi's en twee Krausers in de strijd, maar Dörflinger leek een wat afwachtende houding aan te nemen, terwijl Waibel meer vechtlust toonde. Dat moest hij in de zesde ronde bekopen met een valpartij in de Curva Parabolica. Hij kon zijn machine wel weer oprapen en hij werd toch nog tiende. Vier ronden voor het einde ging Martínez er alleen vandoor en hij sloeg een gat van 11 seconden met Herreros, die Dörflinger (met een scheurtje in de uitlaat) nipt voor kon blijven.
Oostenrijk, Salzburgring
Jorge Martínez en Gerhard Waibel liepen vanaf de start van de race meteen weg en bleven de hele wedstrijd duelleren om de eerste plaats. Na acht ronden kwam Martínez voor het eerst op kop. Stefan Dörflinger had zich na een matige start opgewerkt naar de derde plaats en sloot aan bij het leidende tweetal. Tegen het einde van de race ging zijn machine slechter lopen en in de voorlaatste ronde viel hij uit met ontstekingsproblemen. Nu streden Manuel Herreros, Ian McConnachie, Josef Fischer, Hubert Abold en Hans Spaan om de derde plaats. Martínez pakte op het laatst bijna een seconde voorsprong op tweede man Waibel, maar de achtervolgers finishten binnen 1,3 seconden van elkaar, met Herreros op de laatste podiumplaats.
Joegoslavië, Rijeka
Jorge Martínez zorgde al bij de start dat de spanning uit de 80cc-race grotendeels verdween. Hij liep meteen weg van Manuel Herreros en Gerhard Waibel. Stefan Dörflinger moest deze twee eerst passeren alvorens hij de aanval op Martínez kon inzetten, maar die was toen al te ver weggelopen. Herreros en Waibel moesten uiteindelijk ook Ian McConnachie voor laten gaan. Hans Spaan werd net als in de trainingen geconfronteerd met de overmatige trillingen van de HuVo-Casal: nu scheurde zijn rechter clip-on, waardoor hij zijn zesde plaats moest opgeven en slechts achtste werd achter Hubert Abold en Jörg Seel.
Dutch TT, Assen
In de race in Assen sloegen Jorge Martínez en Gerhard Waibel al snel een gaatje met de achtervolgende groep die bestond uit Manuel Herreros, Stefan Dörflinger, Ian McConnachie, Alex Barros, Luis Miguel Reyes en Jörg Seel. Martínez was echter sneller dan Waibel en liep alleen weg. Waibel viel en gaf in de pit op. Toen ook McConnachie langzamer werd door een te slappe voorvork, kwam Spaan achter Dörflinger en Herreros als vierde door. Uiteindelijk werd Dörflinger in de laatste ronde ingehaald door Herreros, terwijl Spaan ten val kwam. 
Groot-Brittannië, Donington Park
Nadat Manuel Herreros in de warming-up training was uitgeschakeld door een gebroken sleutelbeen, had Jorge Martínez aan de tweede plaats voldoende om wereldkampioen te worden. In de race nam hij al snel alleen de leiding, nadat Stefan Dörflinger tijdens de tweede ronde had geleid, maar daarna door Martínez werd achtergelaten. Ian McConnachie vocht een tijdje met Luis Miguel Reyes om de vierde plaats, maar reed zich los van Reyes om de aanval te openen op Gerhard Waibel. Die lag op dat moment nog op de derde plaats, tot Dörflinger in de twaalfde ronde stilviel. McConnachie passeerde Waibel echter ook en werd tweede. Jorge Martínez was opnieuw wereldkampioen 80 cc.
Tsjecho-Slowakije, Brno
Ian McConnachie was erop gebrand om zijn poleposition om te zetten in een overwinning, maar na de opwarmronde werd er nog aan de carburateurafstelling van zijn Krauser gewerkt. Na twee ronden reed hij inderdaad aan de leiding, maar door een stuurfout viel hij terug achter Jorge Martínez en Stefan Dörflinger. McConnachie vocht zich terug naar de koppositie, maar viel toen zijn voorwiel weggleed. Zonder stroomlijnkuip ging hij verder maar hij finishte als elfde. Intussen had Dörflinger op tamelijk brute wijze de leiding in de race genomen en hij won voor Martínez, die niet te veel risico nam omdat de wereldtitel toch al binnen was. Op het erepodium excuseerde Dörflinger zich bij Martínez, maar hij was vooral bij met zijn eerste overwinning in dit jaar.
San Marino, Misano
Voor het eerst in het seizoen haalde Jorge Martínez de finish niet. Na drie vastlopers gaf hij na acht ronden op. Even later deed Luis Miguel Reyes dat ook en bestond de kopgroep nog slechts uit vier man: Manuel Herreros, Stefan Dörflinger, Gerhard Waibel en Ian McConnachie. Herreros had dit keer de snelste Derbi gekregen, omdat Martínez al wereldkampioen was maar Herreros' tweede positie nog werd bedreigd door Gerhard Waibel. Herreros was dan ook niet bij te houden en won voor Dörflinger. Doordat Waibel een schakelfout maakte wist McConnachie hem met een honderdste seconde te verslaan. Daarmee snoepte hij teamgenoot Waibel wel twee punten af, waardoor Herreros inderdaad op de tweede plaats in de ranglijst kwam te staan.
Portugal, Jarama
Jorge Martínez probeerde het tempo in het begin van de race laag te houden om zijn Derbi-collega's naar voren te helpen. Ian McConnachie was het daar niet mee eens, passeerde Martínez maar kwam vervolgens ten val. Het lukte om Crivillé op de tweede plaats te krijgen, maar toen begaf zijn machine het. Nu kwam Luis Miguel Reyes op de tweede positie, maar zijn Autisa ging ook stuk, waardoor Manuel Herreros uiteindelijk zelf tweede werd, voor Gerhard Waibel. Daarmee was de missie voor Derbi geslaagd: de tweede plaats in het wereldkampioenschap was voor Herreros.

### Uitslagen 80cc-klasse

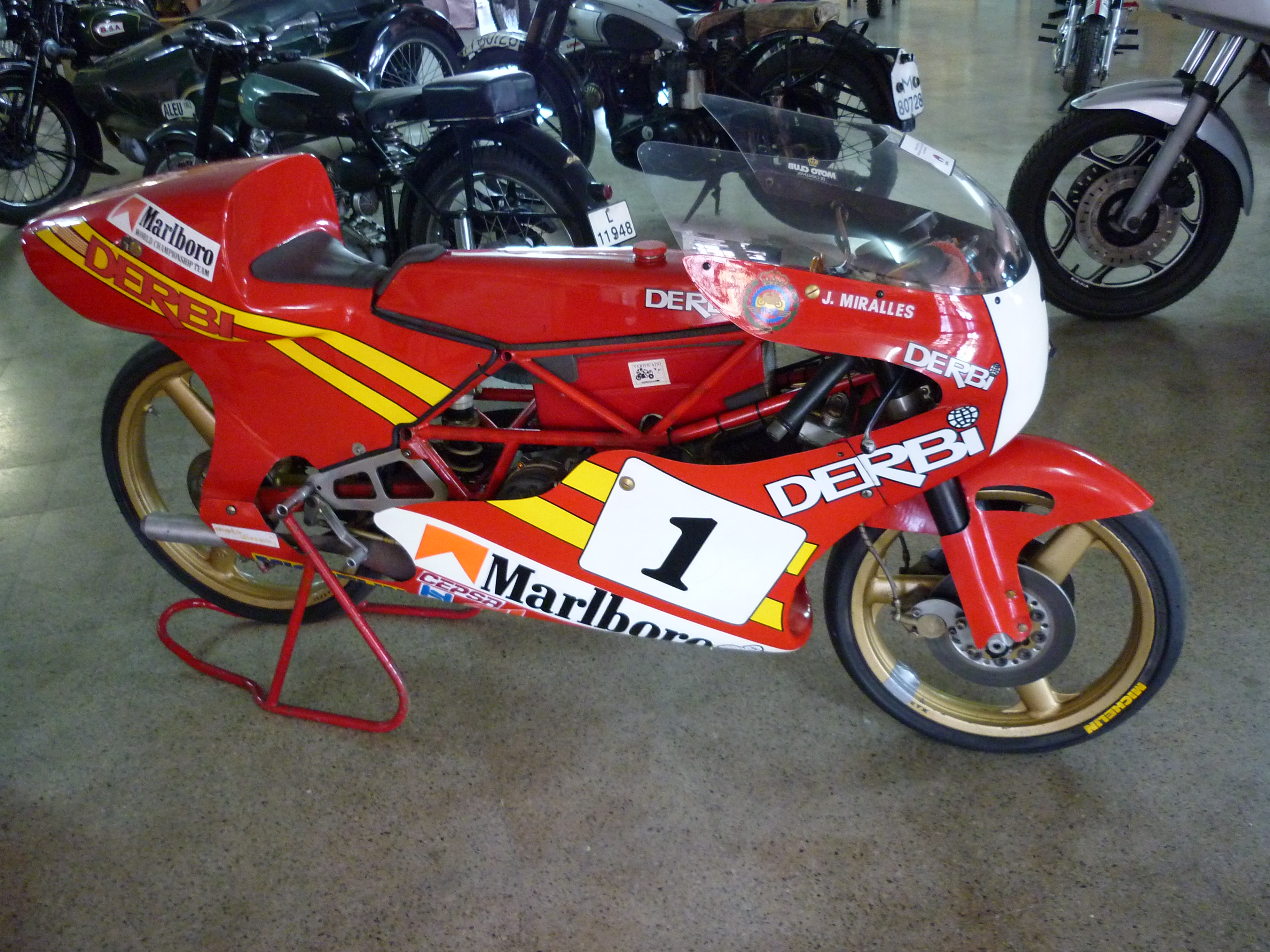
Derbi GP 80, in dit geval de machine van Julián Miralles, die Europees kampioen werd, maar die ook in enkele WK-races startte

.
|    | Datum        | Race                     | Circuit      | 1e                | 2e                | 3e                | Poleposition      | Snelste ronde     |
| -- | ------------ | ------------------------ | ------------ | ----------------- | ----------------- | ----------------- | ----------------- | ----------------- |
| 1  | 26 april     | GP van Spanje            | Jerez        | Jorge Martínez    | Àlex Crivillé     | Julián Miralles   | Jorge Martínez    | Àlex Crivillé     |
| 2  | 17 mei       | GP van Duitsland         | Hockenheim   | Gerhard Waibel    | Jorge Martínez    | Stefan Dörflinger | Gerhard Waibel    | Jorge Martínez    |
| 3  | 24 mei       | Nations GP               | Monza        | Jorge Martínez    | Manuel Herreros   | Stefan Dörflinger | Jorge Martínez    | Jorge Martínez    |
| 4  | 6 juni       | GP van Oostenrijk        | Salzburgring | Jorge Martínez    | Gerhard Waibel    | Manuel Herreros   | Jorge Martínez    | Gerhard Waibel    |
| 5  | 14 juni      | GP van Joegoslavië       | Rijeka       | Jorge Martínez    | Stefan Dörflinger | Ian McConnachie   | Jorge Martínez    | Gerhard Waibel    |
| 6  | 27 juni      | Dutch TT                 | Assen        | Jorge Martínez    | Manuel Herreros   | Stefan Dörflinger | Stefan Dörflinger | Jorge Martínez    |
| 7  | 2 augustus   | GP van Groot-Brittannië  | Donington    | Jorge Martínez    | Ian McConnachie   | Gerhard Waibel    | Jorge Martínez    | Jorge Martínez    |
| 8  | 23 augustus  | GP van Tsjecho-Slowakije | Brno         | Stefan Dörflinger | Jorge Martínez    | Gerhard Waibel    | Ian McConnachie   | Stefan Dörflinger |
| 9  | 30 augustus  | GP van San Marino        | Misano       | Manuel Herreros   | Stefan Dörflinger | Ian McConnachie   | Jorge Martínez    | Manuel Herreros   |
| 10 | 13 september | GP van Portugal          | Jarama       | Jorge Martínez    | Manuel Herreros   | Gerhard Waibel    | Jorge Martínez    | Jorge Martínez    |

### Eindstand 80cc-klasse
| Pos. | Coureur            | Team/merk           | Ptn. |
| ---- | ------------------ | ------------------- | ---- |
| 1    | Jorge Martínez     | Nieto-Ducados-Derbi | 129  |
| 2    | Manuel Herreros    | Nieto-Ducados-Derbi | 86   |
| 3    | Gerhard Waibel     | LCR-Krauser         | 82   |
| 4    | Stefan Dörflinger  | LCR-Krauser         | 75   |
| 5    | Ian McConnachie    | LCR-Krauser         | 53   |
| 6    | Jörg Seel          | Seel                | 38   |
| 7    | Hubert Abold       | Krauser             | 33   |
| 8    | Luis Miguel Reyes  | Campsa-Autisa       | 31   |
| 9    | Josef Fischer      | LCR-Krauser         | 19   |
| 10   | Julián Miralles    | Marlboro-Derbi      | 18   |
| 11   | Àlex Crivillé      | Marlboro-Derbi      | 12   |
| 12   | Günter Schirnhofer | Krauser             | 12   |
| 13   | Hans Spaan         | JVC-HuVo-Casal      | 11   |

| Pos. | Coureur            | Team/merk      | Ptn. |
| ---- | ------------------ | -------------- | ---- |
| 14   | Juhász Károly      | Krauser        | 10   |
| 15   | Juan Ramón Bolart  | Krauser        | 10   |
| 16   | Paolo Priori       | Krauser        | 9    |
| 17   | Alex Barros        | Arbizu-Casal   | 8    |
| 18   | Giuseppe Ascareggi | BBFT           | 5    |
| 19   | Heinz Paschen      | Casal          | 4    |
| 20   | Richard Bay        | Ziegler        | 3    |
| 21   | Peter Öttl         | Krauser        | 3    |
| 21   | Herri Torrontegui  | JJ Cobas       | 3    |
| 23   | Michael Gschwander | Seel           | 2    |
| 23   | Theo Timmer        | JVC-HuVo-Casal | 2    |
| 25   | Ralf Waldmann      | Seel           | 1    |
| 25   | Jacques Bernard    | Casal          | 1    |

### Constructeurstitel 80cc-klasse
De constructeurstitel werd aan Derbi toegekend.

## Zijspanklasse
Spanje, Jerez
In Spanje startten Steve Webster/Tony Hewitt als snelsten, maar Egbert Streuer/Bernard Schnieders wisten vier ronden lang de tweede plaats vast te houden. Toen werden ze gepasseerd door Rolf Biland/Kurt Waltisperg, maar Streuer wist dat Biland het hoge tempo wellicht wel kon vasthouden, maar zijn banden niet. Streuer hoopte in het verloop van de wedstrijd voordeel te putten uit het sparen van de banden. In de negende ronde viel Schnieders echter uit het zijspan van Streuer, naar eigen zeggen door concentratieverlies omdat zijn helm te ver naar voren schoof. Biland viel later ook uit door problemen met zijn remsysteem. Daarvan profiteerden Alain Michel/Jean-Marc Fresc en Alfred en Martin Zürbrügg, die tweede en derde werden.
Duitsland, Hockenheim
Bij de start was het even spannend omdat de combinatie van Alain Michel en Jean-Marc Fresc niet wilde aanslaan. Omdat er drie combinaties op de eerste startrij stonden konden de anderen moeilijk passeren. Egbert Streuer had de beste start, gevolgd door Steve Webster en Theo van Kempen, die profiteerde van de mislukte start van Michel. Rolf Steinhausen en Derek Bayley volgden. In de tweede ronde had Webster de leiding al overgenomen en hij gaf die niet meer af. Het bleef de hele race wel een gevecht tussen Webster en Streuer die in de laatste ronde probeerde in de Sachscurve Webster te passeren. Dat had hij tijdens de Preis von Baden-Württemberg in 1986 bij Rolf Biland ook gedaan, maar Webster wist dat en hij hield de deur dicht. Na vijf ronden had Alain Michel zich al vanuit het middenveld langs twintig combinaties gevochten en hij bezette de derde plaats. Van Kempen was in gevecht met Rolf Steinhausen, Derek Bayley, Steve Abbott en Derek Jones, maar Jones, Steinhausen en Bayley moesten met mechanische problemen opgeven.
Oostenrijk, Salzburgring
Vanaf de start namen vier combinaties de leiding: Rolf Biland/Kurt Waltisperg, Alain Michel/Jean-Marc Fresc, Egbert Streuer/Bernard Schnieders, en Steve Webster/Tony Hewitt. Op enige afstand volgden Rolf Steinhausen/Bruno Hiller met hun inmiddels toch wat verouderde Busch-Yamaha, de enige combinatie met een rechts zijspan. Omdat de Salzburgring een echt slipstreamcircuit was, wisselden de posities voorin voortdurend, met Streuer wat afwachtend steeds op de derde of de vierde plaats. Dat hield hij vol tot hij zag dat Biland een kleine voorsprong opbouwde. Toen sloot Streuer op de tweede plaats aan. Toch kon Biland loskomen, toen Streuer verwikkeld raakte in het gevecht om de tweede plaats met Alain Michel. Uiteindelijk kwam Streuer ook los van Michel, maar Biland was niet meer te achterhalen.
Dutch TT, Assen
Bij de start op de natte baan van Assen waren Egbert Streuer/Bernard Schnieders, Steve Webster/Tony Hewitt en Rolf Steinhausen/Bruno Hiller goed weg, maar de combinatie Alain Michel/Jean-Marc Fresc bleef aanvankelijk gewoon staan en kwam op de twaalfde plaats terecht. Egbert Streuer wilde per se voor het eerst zijn thuis-Grand Prix winnen. Hij liep enorm snel weg van Steve Webster, die het zich ook wel kon veroorloven om tweede te worden, want hij had al twaalf punten voorsprong op Streuer en Alain Michel was nergens te bekennen. Bovendien wist men al dat de Grand Prix-wegrace van België zou vervallen, waardoor er na Assen nog maar vier wedstrijden over waren. Streuer nam aldus een grote voorsprong en finishte 24 seconden eerder dan Webster/Hewitt. Michel/Fresc reden een goede inhaalrace en werden uiteindelijk nog derde, terwijl de sterk gestarte Steinhausen/Hiller ook nog Rolf Biland/Kurt Waltisperg voor moesten laten gaan.  
Frankrijk, Le Mans
Op de startlijn zette Alain Michel zo dicht naast die van Steve Webster dat Egbert Streuer en niet tussendoor zou kunnen. Dat was zijn wraakoefening voor de start bij de TT van Assen, waar Streuer hetzelfde zou hebben gedaan. Het zou Michel niet helpen. Rolf Biland/Kurt Waltisperg waren als snelste weg, achtervolgd door Webster/Hewitt, Michel/Fresc, de gebroeders Markus en Urs Egloff en Streuer/Schnieders. De gebroeders Egloff vlogen al snel een grintbak in en Webster verremde zich, waardoor Michel tweede werd. Webster bleef echter vóór Streuer/Schnieders, die op dat moment nog last hadden van een slecht lopende motor. De motor van Alain Michel liep waarschijnlijk ook niet goed, want hij werd teruggepakt door Webster, die er vervolgens nog een keer rechtdoor ging en nu ook achter Streuer terechtkwam. Streuer kon in het tweede deel van de race Michel gemakkelijk inhalen en dat lukte Webster ook weer. Webster was absoluut sneller, maar Streuer sloeg een laatste aanval af en werd bijna 15 seconden na Biland/Waltisperg tweede, voor Webster. Daarmee was het wereldkampioenschap weer wat spannender, want Streuer/Schnieders hadden nog maar 9 punten achterstand op Webster/Hewitt en 1 punt voorsprong op Michel/Fresc.
Groot-Brittannië, Donington Park
Al binnen enkele ronden na de start bestond de kopgroep in de race uit Rolf Biland/Kurt Waltisperg, Steve Webster/Tony Hewitt en Egbert Streuer/Bernard Schnieders. Biland en Webster wisselden regelmatig van positie, terwijl Streuer vanaf de derde plaats moest toekijken en tot geen enkele serieuze aanval kon komen. Ongeveer halverwege de race verloor hij bij het passeren van achterblijvers bovendien de aansluiting met de twee leidende combinaties. Het gevecht om de koppositie bleef spannend, tot Biland enkele ronden voor het einde moest stoppen met motorpech. Webster/Hewitt konden de laatste ronden rustig en geheel alleen afleggen, want Streuer/Schnieders hadden een grote achterstand.
Zweden, Anderstorp
Regerend wereldkampioen Egbert Streuer had al twaalf punten achterstand op Steve Webster en er moest nu echt wel gewonnen worden om nog kans te maken op de wereldtitel. Streuer had de beste start, voor Webster, terwijl Rolf Biland helemaal in het achterveld terechtkwam. Toch wist Biland binnen enkele ronden aansluiting te vinden en hij passeerde eerst Streuer en ging daarna het gevecht met Webster aan. De beide combinaties waren aan elkaar gewaagd en wisselden enkele malen de posities. Streuer kon nog een tijdje volgen, maar kort voor het einde van de race liep eerst de koelwatertemperatuur te hoog op en uiteindelijk stopte hij door een defecte versnellingsbak. Biland had al een keer kort vóór de combinatie van Webster langs gedraaid, en bij het ingaan van de laatste bocht deed hij dat weer, zodanig dat ze elkaar raakten en het zijspanspatbord van Webster losscheurde. Webster was woedend op Biland, een ruzie die op het podium weer werd bijgelegd, zeker toen Webster zich realiseerde dat hij met bakkenist Tony Hewitt dankzij het uitvallen van Egbert Streuer/Bernard Schnieders zeker was van de wereldtitel.
Tsjecho-Slowakije, Brno
In de zijspanrace speelden de banden een belangrijke rol. Steve Webster had een te zachte compound gekozen en moest Rolf Biland al snel laten gaan. Ook de banden van Egbert Streuer boden aanvankelijk te weinig grip, maar ze functioneerden tegen het einde van de race beter. Zo kon hij ondanks een slecht lopende motor tweede worden achter Biland. Alain Michel had Streuer nog van de tweede plaats in het kampioenschap kunnen verdringen, maar bij de start zat bakkenist Jean-Marc Fresc te laat in het zijspan en Michel werd slechts vierde achter Steve Webster/Tony Hewitt. Door die vierde plaats zakten Michel/Fresc zelfs nog een plek in het wereldkampioenschap, want ze hadden evenveel punten als Rolf Biland/Kurt Waltisperg, maar geen enkele wedstrijd gewonnen.

### Uitslagen zijspanklasse
|   | Datum       | Race                     | Circuit      | 1e                                  | 2e                                  | 3e                                | Poleposition                        | Snelste ronde                  |
| - | ----------- | ------------------------ | ------------ | ----------------------------------- | ----------------------------------- | --------------------------------- | ----------------------------------- | ------------------------------ |
| 1 | 26 april    | GP van Spanje            | Jerez        | Steve Webster / Tony Hewitt         | Alain Michel / Jean-Marc Fresc      | Alfred Zurbrügg / Martin Zurbrügg | Rolf Biland / Kurt Waltisperg       | Rolf Biland / Kurt Waltisperg  |
| 2 | 17 mei      | GP van Duitsland         | Hockenheim   | Steve Webster / Tony Hewitt         | Egbert Streuer / Bernard Schnieders | Alain Michel / Jean-Marc Fresc    | Steve Webster / Tony Hewitt         | Steve Webster / Tony Hewitt    |
| 3 | 7 juni      | GP van Oostenrijk        | Salzburgring | Rolf Biland / Kurt Waltisperg       | Egbert Streuer / Bernard Schnieders | Alain Michel / Jean-Marc Fresc    | Egbert Streuer / Bernard Schnieders | Alain Michel / Jean-Marc Fresc |
| 4 | 27 juni     | Dutch TT                 | Assen        | Egbert Streuer / Bernard Schnieders | Steve Webster / Tony Hewitt         | Alain Michel / Jean-Marc Fresc    | Egbert Streuer / Bernard Schnieders | Rolf Biland / Kurt Waltisperg  |
| 5 | 19 juli     | GP van Frankrijk         | Le Mans      | Rolf Biland / Kurt Waltisperg       | Egbert Streuer / Bernard Schnieders | Steve Webster / Tony Hewitt       | Rolf Biland / Kurt Waltisperg       | Steve Webster / Tony Hewitt    |
| 6 | 2 augustus  | GP van Groot-Brittannië  | Donington    | Steve Webster / Tony Hewitt         | Egbert Streuer / Bernard Schnieders | Rolf Steinhausen / Bruno Hiller   | Rolf Biland / Kurt Waltisperg       | Steve Webster / Tony Hewitt    |
| 7 | 9 augustus  | GP van Zweden            | Anderstorp   | Rolf Biland / Kurt Waltisperg       | Steve Webster / Tony Hewitt         | Alain Michel / Jean-Marc Fresc    | Steve Webster / Tony Hewitt         | Rolf Biland / Kurt Waltisperg  |
| 8 | 23 augustus | GP van Tsjecho-Slowakije | Brno         | Rolf Biland / Kurt Waltisperg       | Egbert Streuer / Bernard Schnieders | Steve Webster / Tony Hewitt       | Rolf Biland / Kurt Waltisperg       | Steve Webster / Tony Hewitt    |

### Eindstand zijspanklasse
| Pos. | Coureur            | Bakkenist                                        | Team/merk               | Ptn. |
| ---- | ------------------ | ------------------------------------------------ | ----------------------- | ---- |
| 1    | Steve Webster      | Tony Hewitt                                      | LCR-Krauser             | 97   |
| 2    | Egbert Streuer     | Bernard Schnieders                               | Lucky Strike-LCR-Yamaha | 75   |
| 3    | Rolf Biland        | Kurt Waltisperg                                  | LCR-Krauser             | 68   |
| 4    | Alain Michel       | Jean-Marc Fresc                                  | ELF-LCR-Krauser         | 68   |
| 5    | Alfred Zurbrügg    | Martin Zurbrügg, Andreas Räcke en Simon Birchall | LCR-Yamaha              | 39   |
| 6    | Steve Abbott       | Shaun Smith                                      | Windle-Yamaha           | 26   |
| 7    | Rolf Steinhausen   | Bruno Hiller                                     | Busch-Yamaha            | 24   |
| 8    | Derek Jones        | Simon Birchall en Brian Ayres                    | LCR-Yamaha              | 23   |
| 9    | Masato Kumano      | Andreas Räcke en Markus Fährni                   | LCR-Yamaha              | 21   |
| 10   | Theo van Kempen    | Geral de Haas                                    | Lucky Strike-LCR-Yamaha | 14   |
| 11   | Yoshisada Kumagaya | Brian Barlow en Wilson                           | Windle-Yamaha           | 13   |
| 12   | Markus Egloff      | Urs Egloff                                       | LCR-Yamaha              | 12   |
| 13   | Pascal Larratte    | Jacques Corbier                                  | LCR-Yamaha              | 11   |
| 14   | Wolfgang Stropek   | Hans-Peter Demling                               | LCR-Krauser             | 9    |
| 15   | Derek Bayley       | Brian Nixon                                      | LCR-Yamaha              | 8    |
| 16   | René Progin        | Yvan Hunziker                                    | Seymaz-Krauser          | 8    |
| 17   | Barry Brindley     | Graham Rose en Christopher Jones                 | Windle-Yamaha           | 6    |
| 18   | Bernd Scherer      | Wolfgang Gess                                    | BSR-Yamaha              | 4    |
| 19   | Fritz Stölzle      | Hubert Stölzle                                   | LCR-Yamaha              | 1    |
| 19   | Yvan Nigrowsky     | Martial Charpentier en Frédéric Meunier          | Seymaz-Yamaha           | 1    |

### Constructeurstitel zijspanklasse
De constructeurstitel werd aan LCR-Krauser toegekend.

## Ontwikkelingen

### Koppelingsstart
In dit jaar werd de duwstart vervangen door de koppelingsstart. Vooral voor geblesseerde rijders was dit een voordeel, omdat een beenblessure het aanduwen lastig maakte. Voor de snelste starter maakte het geen verschil. Meestal was dit "Rocket" Ron Haslam, die het dus van zijn reactievermogen bleek te hebben. In het verleden was Wil Hartog een snelle duwstarter, omdat hij zijn Suzuki in drie passen wist te starten, terwijl anderen zeven of acht passen nodig hadden. Haslam was zowel bij de duw- als de koppelingsstart snel.

### Bandenwarmers
Dunlop experimenteerde voor het eerst met bandenwarmers, die in de Formule 1 al gemeengoed waren. Het leverde echter slechts aan één team: het 500cc-Roberts-Lucky Strike-Yamaha-team met o.a. Randy Mamola. Al in de eerste race, de Grand Prix van Japan, waar het nat was, waren de bandenwarmers succesvol. Mamola bouwde in vijf ronden al twintig seconden voorsprong op en won met driekwart minuut voorsprong.

### Taru Rinne
Dat Taru Rinne in de Zweedse Grand Prix debuteerde was op dat moment nog niet zo bijzonder. Al in 1962 was Beryl Swain de eerste vrouwelijke coureur in het wereldkampioenschap wegrace geweest, toen ze 22e werd in de 50 cc TT op Man. Rinne was echter geen eendagsvlieg, ze bleef tot in het seizoen 1991 actief, terwijl Swain meteen moest stoppen omdat de Fédération Internationale de Motocyclisme de deelname van vrouwen onmiddellijk verbood. Dat verbod was in 1979 ingetrokken. 
1949 · 
1950 · 
1951 · 
1952 · 
1953 · 
1954 · 
1955 · 
1956 · 
1957 · 
1958 · 
1959 · 
1960 · 
1961 · 
1962 · 
1963 · 
1964 · 
1965 · 
1966 · 
1967 · 
1968 · 
1969 · 
1970 · 
1971 · 
1972 · 
1973 · 
1974 · 
1975 · 
1976 · 
1977 · 
1978 · 
1979 · 
1980 · 
1981 · 
1982 ·
1983 · 
1984 · 
1985 · 
1986 · 
1987 · 
1988 · 
1989 · 
1990 · 
1991 · 
1992 · 
1993 · 
1994 · 
1995 · 
1996 · 
1997 · 
1998 · 
1999 · 
2000 · 
2001 · 
2002 · 
2003 · 
2004 · 
2005 · 
2006 · 
2007 · 
2008 · 
2009 · 
2010 · 
2011 · 
2012 · 
2013 · 
2014 · 
2015 · 
2016 · 
2017 · 
2018 · 
2019 · 
2020 · 
2021 · 
2022 · 
2023 · 
2024 · 
2025